# 台湾ドラマ
台湾ドラマ（たいわんドラマ）は、台湾で制作されたドラマ、主にテレビドラマのことで、その多くは人気のある歌手・芸能人を主役に起用している。

## 概要
- 台湾をはじめ、中国や香港などで活躍する俳優、女優が出演することもある。
- 日本のドラマとの大きな違いとして、題名に英語訳がついている。
例）『流星花園 / Meteor garden』、『ラベンダー / lavender』、『悪男宅急電 / express boy』、『あすなろ白書 / tomorrow』など。
- 自国内の放送でも中国語（繁体字）の字幕がついている。
- 実写作品に中国語圏出身の俳優が出演する場合でも、しばしば声優が起用される。
- 日本でロケーションされた作品も多い。
例）『戦神〜Mars〜』など。
- 台湾の若者向け恋愛ドラマの特徴としてよく見られるのが、身分違いの相手とのラブストーリーである。台湾の若者には、普通の人が身分違いの相手との恋を成就させる設定が好まれている。
例）『流星花園』、『カエルになった王子様』など。
- 日本の漫画原作のドラマが多数あり、コミックリズが制作に大きく携わっているが、ごく稀に、漫画原作であってもコミックリズが携わらない作品もある。
例）『あすなろ白書』など。

## 主な作品

### F4系
| 作品名/「原題」/『原作』                                                        | 製作年 | 主な配役 | 日本での放送                                                                                |
| ------------------------------------------------------------------------------- | ------ | --- | ------------------------------------------------------------------------------------------- |
| 明星★学園 「麻辣鮮師」                                                          | 2000   | 言承旭（ジェリー・イェン）、朱孝天（ケン・チュウ） | ホームドラマチャンネル2006 （第1シリーズ（F4言承旭、朱孝天出演分）のみ） DATV2009           |
| 流星花園〜花より男子〜 「流星花園〜Meteor Garden〜」 神尾葉子『花より男子』     | 2001   | 徐熙媛（バービィー・スー）、言承旭（ジェリー・イェン）、周渝民（ヴィック・チョウ）、朱孝天（ケン・チュウ）、呉建豪（ヴァネス・ウー）、楊丞琳（レイニー・ヤン） | BS日テレ2003 KBS京都2005 SUN2007 BS112009 ホームドラマチャンネル2012                        |
| 向日葵の夏 「花系列 向日葵」                                                    | 2001   | 朱孝天（ケン・チュウ）、林韋君（ペニー・リン） | ホームドラマチャンネル2006                                                                  |
| 山田太郎ものがたり 「貧窮貴公子」 森永あい『山田太郎ものがたり』                | 2001   | 周渝民（ヴィック・チョウ）、朱孝天（ケン・チュウ）、伊能静（イノウ・シズカ） | KBS京都2005 テレビ大阪2007 SUN2008                                                          |
| 流星雨 「流星雨〜Meteor Rain〜」 流星花園の番外編。台湾オリジナル脚本           | 2001   | 言承旭（ジェリー・イェン）、周渝民（ヴィック・チョウ）、朱孝天（ケン・チュウ）、呉建豪（ヴァネス・ウー）、楊丞琳（レイニー・ヤン） | BS日テレ2004 KBS京都2007 SUN2007 BS112009 ホームドラマチャンネル2011                        |
| ピーチガール 「蜜桃女孩〜Peach Girl〜」 上田美和『ピーチガール』                | 2001   | 呉建豪（ヴァネス・ウー）、呉辰君（アニー・ウー）、呉克群（ケンジ・ウー） | BS日テレ2006 SUN2008                                                                        |
| ママレード・ボーイ 「橘子醬男孩」 吉住渉『ママレード・ボーイ』                  | 2001   | 黄湘怡（ステラ・ホァン）、朱孝天（ケン・チュウ）、高浩鈞（ショーン・ガウ）、林立雯（リン・リーウェン）、林利霏（ジンナ・リン） |                                                                                             |
| 恋のめまい愛の傷 「烈愛傷痕」 一条ゆかり『恋のめまい愛の傷』                    | 2001   | 言承旭（ジェリー・イェン）、莫文蔚（カレン・モク）、張学友（ジャッキー・チュン） | BS日テレ2004 KBS京都2008 ホームドラマチャンネル2010 BSジャパン2011                          |
| 部屋においでよ 「來我家吧〜Come to My place〜」 原秀則『部屋においでよ』        | 2002   | 許茹芸（ヴァレン・スー）、范植偉（ファン・ジーウェイ）、言承旭（ジェリー・イェン）、周渝民（ヴィック・チョウ）、朱孝天（ケン・チュウ）、呉建豪（ヴァネス・ウー） | BS日テレ2004 SUN2008                                                                        |
| 流星花園II 花より男子 「流星花園II」 流星花園の続編。台湾オリジナル脚本。       | 2002   | 徐熙媛（バービィー・スー）、言承旭（ジェリー・イェン）、周渝民（ヴィック・チョウ）、朱孝天（ケン・チュウ）、呉建豪（ヴァネス・ウー）、鄭雪兒（ミッシェル・チェン）、頼雅妍（メーガン・ライ） | BS日テレ2005 KBS京都2007 SUN2007 BS112009                                                   |
| 朝倉くんちょっと!〜Working girl〜 「Hi!上班女郎」 石塚夢見『朝倉くんちょっと!』 | 2003   | 蔡依林（ジョリーン・ツァイ）、羅志祥（ショウ・ルオ）、頼雅妍（メーガン・ライ）、朱孝天（ケン・チュウ） |                                                                                             |
| Love Storm 「狂愛龍捲風」                                                       | 2003   | 徐若瑄（ビビアン・スー）、周渝民（ヴィック・チョウ）、朱孝天（ケン・チュウ） | BS日テレ2005 SUN2007                                                                        |
| 戦神〜Mars〜 惣領冬実『MARS』                                                   | 2004   | 周渝民（ヴィック・チョウ）、徐熙媛（バービィー・スー）、修杰楷（シュウ・ジエカイ）、頼雅妍（メーガン・ライ）、安鈞璨（ショーン・アン） | BS日テレ2005 SUN2008 TOKYOMX2009 BS112010                                                   |
| 天空之城〜City of Sky〜 「天空之城」                                            | 2004   | 朱孝天（ケン・チュウ）、李冰冰（リー・ビンビン）、鄭雪兒（ミッシェル・チェン）、楊丞琳（レイニー・ヤン） | BS日テレ2006 SUN2008                                                                        |
| 求婚事務所〜Say Yes Enterprise〜                                                | 2004   | 第1章 呉建豪（ヴァネス・ウー）、田馥甄（S.H.E ヒビ・ティエン） 第2章 徐熙娣（シュー・シーディー）、伍佰（ウー・バイ） 第3章 徐熙媛（バービィー・スー）、藍正龍（ラン・ジェンロン） 第4章 李威（リー・ウェイ）、賀軍翔（マイク・ハー）、葉童（セシリア・イップ） 第5章 張國柱（チャン・グォチュー）、潘儀君（ジョイ・パン） 第6章 陸明君（ルー・ミンジュン）、鈕承澤（ニウ・チェンザー） 第7章 唐治平（タン・ジーピン）、銭韋杉（ウイニィー・チェン）、李康宜（リー・カンイ）、李紹祥（リー・シャオシャン） | ムービープラス2005 BS日テレ2006 （第1章のみ）                                               |
| Silence〜深情密碼〜 「深情密碼」                                                | 2006   | 周渝民（ヴィック・チョウ）、朴恩惠（パク・ウネ）、許志安（アンディ・ホイ）、頼雅妍（メーガン・ライ） | BS日テレ2007 SUN2009 CTC2010                                                                |
| ザ・ホスピタル 「白色巨塔」 侯文詠『白色巨塔』                                  | 2006   | 言承旭（ジェリー・イェン）、張鈞甯（チャン・チュンニン）、戴立忍（レオン・ダイ）、張國柱（チャン・グォチュー）、呉孟達（ン・マンタ） | NHKBS2 2007                                                                                 |
| おいしい関係 「美味關係」 槇村さとる『おいしい関係』                            | 2007   | 周渝民（ヴィック・チョウ）、侯佩岑（パティ・ホウ）、柯有倫（アラン・コー）、頼雅妍（メーガン・ライ）、谷炫錞（グー・シュンチュン） | BS日テレ2007 フジテレビTWO2009 TOKYOMX2010                                                  |
| 君につづく道〜Wish to See You Again〜 「這裡發現愛」                            | 2007   | 周渝民（ヴィック・チョウ）、朱孝天（ケン・チュウ）、呉建豪（ヴァネス・ウー）、王傳一（ワン・チュアンイー）、關穎（テリー・クァン）、陳妍希（ミシェル・チェン） | BS日テレ2007 ABC2008 NBN2008 衛星劇場2009 DATV2010                                          |
| ホット・ショット〜籃球火〜 「籃球火 Hot Shot」                                  | 2008   | 言承旭（ジェリー・イェン）、羅志祥（ショウ・ルオ）、呉尊（ウー・ズン、飛輪海）、周采詩（チョウ・ツァイシー）、蒋怡（ココ・チャン）、胡宇威（ジョージ・フー）、張勛傑 （マイケル・チャン） | アジアドラマチックTV★So-net2009 NBN2009 TOKYOMX2009 KBS京都2009 DATV2010 フジテレビNEXT2010 |
| Starlit〜君がくれた優しい光 「心星的涙光」                                      | 2009   | 言承旭（ジェリー・イェン）、關穎（テリー・クァン）、曾愷玹（アリス・ツェン）、陳至愷（チェン・チーカイ） | アジアドラマチックTV★So-net2009 BSジャパン2009 フジテレビNEXT2010                           |
| ブラック&ホワイト 「痞子英雄〜Black & White〜」                                 | 2009   | 周渝民（ヴィック・チョウ）、王傳一（ワン・チュアンイー）、趙又廷（マーク・チャオ）、陳意涵（アイビー・チェン）、張鈞甯（チャン・チュンニン）、修杰楷（シュウ・ジエカイ）、秦沛（チョン・プイ） | DATV2010 アジアドラマチックTV★So-net2010 BSジャパン2011 KBS京都2011                         |
| 秋のコンチェルト 「下一站，幸福〜Autumn's Concerto〜」                          | 2009   | 呉建豪（ヴァネス・ウー）、安以軒（アン・アン）、許瑋甯（ティファニー・シュー）、呉慷仁（ウー・カンレン） | DATV2010 BS日テレ2010 TVO2011 ホームドラマチャンネル2011                                    |
| 桃花タイフーン!! 「桃花小妹」 藤田和子『桃花タイフーン!!』                      | 2009   | 汪東城（ジロー、飛輪海）、王心凌（シンディー・ワン）、朱孝天（ケン・チュウ）、辰亦儒（ケルビン、飛輪海） | BSジャパン2010 ABC2010 ホームドラマチャンネル2010 SDT2010                                   |
| 君には絶対恋してない!〜Down with Love 「就想賴著妳〜Down With Love〜」          | 2010   | 言承旭（ジェリー・イェン）、陳嘉樺（エラ・チェン、S.H.E）、張勛傑 （マイケル・チャン）、小嫻（シャオシェン）、陳紫函（チェン・ズーハン） | アジアドラマチックTV★So-net2010 DATV2010 BSジャパン2011                                     |
| あの日を乗り越えて〜那年、雨不停國〜 「那年，雨不停國〜Year of the Rain〜」     | 2010   | 簡嫚書（ジエン・マンシュー）、張書豪（ブライアン・チャン）、張捷 （チャン・チエ）、柯淑勤（コー・シューチン）、呉建豪（ヴァネス・ウー） | ホームドラマチャンネル2011 BS日テレ2011                                                     |
| 王子様の条件〜Queen Loves Diamonds〜 「拜金女王〜Material Queen〜」             | 2011   | 呉建豪（ヴァネス・ウー）、熊黛林（リン・ホン）、陳暁東 （ダニエル・チャン）、陳庭妮（アニー・チェン） | DATV2011 BSジャパン2012 KBS京都2012                                                         |
| 五月に降る雪 「記得・我們有約〜Remember,About Us〜」                            | 2011   | 朱孝天（ケン・チュウ）、陳妍希（ミシェル・チェン）、呉中天（マット・ウー）、呉亞馨（マギー・ウー） | アジアドラマチックTV★So-net2012 BS日テレ2012                                                |
| ティアモ・チョコレート〜甘い恋のつくり方〜 「愛上巧克力〜Ti amo Chocolate〜」   | 2012   | 呉建豪（ヴァネス・ウー）、曾之喬（ジョアンヌ・ツァン、Sweety）、張勛傑（マイケル・チャン）、邱勝翊（プリンス・チウ、JPM） | アジアドラマチックTV★So-net2012                                                             |
| 追撃者～逆局〜 「逆局〜Danger Zone〜」                                          | 2021   | 周渝民（ヴィック・チョウ）、李銘順（リー・ミンシュン）、朱軒洋（ベラント・チュウ） |                                                                                             |

### コミックとリメイク系
| 作品名/「原題」/『原作』                                                                         | 製作年 | 出演者 | 日本での放送                                    |
| ------------------------------------------------------------------------------------------------ | ------ | --- | ----------------------------------------------- |
| 「醜女大翻身」 鈴木由美子『カンナさん大成功です!』                                               | 2001   | 郭妃麗（フィリス・クオック）、V5 |                                                 |
| 「世紀愛情夢幻」 槇村さとる『イマジン』                                                          | 2002   | 甄秀珍（チェン・シウチェン）、柯叔元（クー・シュウイェン）、夏如芝（チェリー・シア）、湯鈞禧 （ケネス・タン） |                                                 |
| あすなろ白書 「愛情白皮書」 柴門ふみ『あすなろ白書』                                             | 2002   | 楊丞琳（レイニー・ヤン）、余文楽（ショーン・ユー）、彭于晏（エディ・ポン）、范瑋琪（ファン・ウェイチー）、李元伯（レイモンド・リー）                                                                                             | BS日テレ2006                                    |
| 「明日英雄」 日本テレビ、吉本興業『明日があるさ』                                                | 2002   | 呉宗憲（ジャッキー・ウー）、曾婉華（ツァン・ワンホア）、山田花子 |                                                 |
| 薔薇のために 「薔薇之恋」 吉村明美『薔薇のために』                                               | 2003   | 陳嘉樺（エラ・チェン、S.H.E）、黄志瑋（ジェリー・ホァン）、鄭元暢（ジョセフ・チェン）、陸明君（ルー・ミンジュン）、葉童（セシリア・イップ）                                                                                      | BS日テレ2006 ABC2007 SUN2008                    |
| ツルモク独身寮 「單身宿舍連環泡」 窪之内英策『ツルモク独身寮』                                   | 2003   | 李威（リー・ウェイ）、安以軒（アン・イーシュアン） | VOD2005                                         |
| 悪魔で候 「惡魔在身邊」 高梨みつば『悪魔で候』                                                   | 2005   | 賀軍翔（マイク・ハー）、楊丞琳（レイニー・ヤン）、王傳一（ワン・チュアンイー）、蔡裴琳（エリ・ツァイ） | BS日テレ2007 TVK2007 ABC2008 SUN2009            |
| イタズラなKiss 「惡作劇之吻 It Started With a Kiss」 多田かおる『イタズラなKiss』                | 2005   | 林依晨（アリエル・リン）、鄭元暢（ジョセフ・チェン）、汪東城（ジロー、飛輪海） | BS-i2006 KBS京都2008 ホームドラマチャンネル2008 |
| 東京ジュリエット 「東方茱麗葉」 北川みゆき『東京ジュリエット』                                   | 2006   | 林依晨（アリエル・リン）、呉尊（ウー・ズン、飛輪海）、任達華（サイモン・ヤム）、張睿家（ブライアン・チャン）、商浩翔（シャン・ハオシャン）、五熊（ウーション）                                                                   | BS-i2007 KBS京都2008                            |
| 花ざかりの君たちへ 「花樣少年少女」 中条比紗也『花ざかりの君たちへ』                             | 2006   | 陳嘉樺（エラ・チェン、S.H.E）、呉尊（ウー・ズン、飛輪海）、汪東城（ジロー、飛輪海）、唐禹哲（ダンソン・タン）、唐治平（タン・ジーピン）                                                                                          | KTV2008 BS日テレ2008                            |
| ぴー夏がいっぱい〜熱情仲夏〜 「熱情仲夏 Summer x Summer」 谷地恵美子『ぴー夏がいっぱい』         | 2007   | 鄭元暢（ジョセフ・チェン）、五熊（ウーション）、唐禹哲（ダンソン・タン）、阮経天（イーサン・ルァン） | アジアドラマチックTV★So-net2009 BSジャパン2010  |
| ろまんす五段活用 「公主小妹」 藤田和子『ろまんす五段活用』                                       | 2007   | 張韶涵（アンジェラ・チャン）、呉尊（ウー・ズン、飛輪海）、辰亦儒（ケルビン、飛輪海）、胡宇威（ジョージ・フー）、利昂霖（エリック・リー）、卓文萱（ジニー・チュオ）                                                               | BS日テレ2008 ABC2008 ホームドラマチャンネル2011 |
| イタズラなKissⅡ 「惡作劇2吻 They Kiss Again」 多田かおる『イタズラなKiss』                       | 2007   | 林依晨（アリエル・リン）、鄭元暢（ジョセフ・チェン）、汪東城（ジロー、飛輪海）、唐禹哲（ダンソン・タン）、曾少宗（フィガロ・ツェン）、五熊（ウーション）                                                                         | BS-i2008 ホームドラマチャンネル2008             |
| ハチミツとクローバー 「蜂蜜幸運草」 羽海野チカ『ハチミツとクローバー』                           | 2008   | 鄭元暢（ジョセフ・チェン）、彭于晏（エディ・ポン）、張鈞甯（チャン・チュンニン）、李國毅 （レゴ・リー）、蘇慧倫（ターシー・スー）、張翰（チャン・ハン）、陳宇凡（デビッド・チェン）、蘇見信（スー・ジェンシン）、伊藤千晃（AAA） | フジテレビTWO2009 ABC2009                       |
| パフェちっく!〜スイート・トライアングル〜 「愛似百匯〜Love Buffet〜」 ななじ眺『パフェちっく!』  | 2010   | 喩虹淵（リーン・ユウ）、辰亦儒（ケルビン、飛輪海）、炎亞綸（アーロン、飛輪海）、何維健（デリック・ホー）、王心如（シンシア・ワン）                                                                                               | フジテレビNEXT2011 BSジャパン2011               |
| ハヤテのごとく! 「旋風管家〜Hayate the Combat Butler〜」 畑健二郎『ハヤテのごとく!』             | 2011   | パク・シネ、胡宇威（ジョージ・フー）、李毓芬（ティア・リー、Dream Girls）、邵翔（ショーン・シャオ）、班傑（デイビット・リン）、寺唯宏正                                                                                          | DATV2011 BSジャパン2012                         |
| スキップ・ビート!〜華麗的挑戰〜 「華麗的挑戰」 仲村佳樹『スキップ・ビート!』                     | 2011   | シウォン（SUPER JUNIOR）、ドンヘ（SUPER JUNIOR）、陳意涵（アイビー・チェン） | DATV2012 BS-TBS2013                             |
| 絶対彼氏〜My Perfect Darling〜 「絶對達令」 渡瀬悠宇『絶対彼氏。』                               | 2012   | 汪東城（ジロー、飛輪海）、ク・ヘソン、謝坤達（シェ・クンダー） | DATV2012                                        |
| 白色之恋 「白色之戀〜Die Sterntaler〜」 日本テレビ『星の金貨』                                   | 2012   | 謝欣穎（ニッキー・シエ）、鳳小岳（リディアン・ヴォーン）、丁春誠（ディン・チュンチェン）、喩虹淵（リーン・ユウ） | BS日テレ2014                                    |
| 美男ですね〜Fabulous☆Boys 「原來是美男〜Fabulous Boys〜」 韓国SBS『美男ですね』                  | 2013   | 汪東城（ジロー、飛輪海）、程予希（チェン・ユーシー）、蔡旻佑（イヴァン・ヨー・ツァイ）、黄仁徳（ファン・インドク） | BSフジ2013                                      |
| ショコラ 「流氓蛋糕店〜CHOCOLAT〜」 窪之内英策『ショコラ』                                       | 2014   | 長澤まさみ、藍正龍（ラン・ジェンロン）、馬如龍（マー・ ルーロン） | ホームドラマチャンネル2014 BS-TBS2015           |
| 「必勝練習生〜Love By Design〜」 韓国KBS『童顔美女』                                             | 2016   | 柯有倫（アラン・コー）、林予晞（アリソン・リン）、安哲（アン・ジャー）、方志友（ファン・ジーヨウ） |                                                 |
| イタズラなKiss~Miss In Kiss 「惡作劇之吻 Miss In Kiss」 多田かおる『イタズラなKiss』             | 2016   | 李玉璽（ディノ・リー）、呉心緹（エスター・ウー）、宮以騰（ゴン・イーテン） |                                                 |
| 「櫻桃小丸子〜Maruko TV Drama〜」 さくらももこ『ちびまる子ちゃん』                               | 2017   | 林芯蕾（ゾーイ・リン）、 林佑威（リン・ヨウウェイ）、茵芙（インフ）、魏蔓（マンディー・ウェイ） |                                                 |
| あすなろ白書 「愛情白皮書」 柴門ふみ『あすなろ白書』                                             | 2019   | 張庭瑚（チャン・ティンフー）、王淨（ジンジャー・ワン）、宋柏緯（エディソン・ソン）、謝翔雅（シルビア・シェ）、呉岳擎（アンディ・ウー）                                                                                           |                                                 |
| お仕事です!〜The Arc of Life〜 「她們創業的那些鳥事〜The Arc of Life〜」 柴門ふみ『お仕事です!』 | 2021   | 陳意涵（アイビー・チェン）、林心如（ルビー・リン）、簡嫚書（ジエン・マンシュー）、邱澤(ロイ・チウ) |                                                 |

### オリジナル脚本系

#### 2000-2010年
| 作品名/「原題」/『原作』                                                       | 製作年 | 出演者 | 日本での放送                                                            |
| ------------------------------------------------------------------------------ | ------ | --- | ----------------------------------------------------------------------- |
| インターン 「大醫院小醫師」                                                    | 2000   | 馬志翔（マー・ジーシアン）、竇智孔（ボビー・ドウ）、江祖平（ジアン・ズーピン）、藍正龍（ラン・ジェンロン） | テレ朝チャンネル2007                                                    |
| トースト・ボーイ's キッス 「吐司男之吻」                                       | 2001   | 李威（リー・ウェイ）、李康宜（リー・カンイー）、蔡裴琳（エリ・ツァイ）、張天霖（チャン・ティエンリン） |                                                                         |
| ラベンダー 「薫衣草」                                                          | 2001   | 許紹洋（アンブロウズ・シュー）、陳怡蓉（タミー・チェン）、林韋君（ペニー・リン） | KBS京都2005 SUN2008                                                     |
| トースト・ボーイ's キッスⅡ 「吐司男之吻Ⅱ愛情本事」                             | 2002   | 李威（リー・ウェイ）、關穎（テリー・クァン）、李康宜（リー・カンイー）、蔡裴琳（エリ・ツァイ） |                                                                         |
| 極速青春 「極速青春」                                                          | 2002   | 陳柏霖（チェン・ボーリン）、柯有倫（アラン・コー） | DATV2009                                                                |
| 星が輝く夜に 「雪地裡の星星」                                                  | 2002   | 何潤東（ピーター・ホー）、陳怡蓉（タミー・チェン）、邱澤（ロイ・チウ） | BS-i2005                                                                |
| 秘密の花園 「我的秘密花園」                                                    | 2003   | 林依晨（アリエル・リン）、張天霖（チャン・ティエンリン）、 楊謹華（シェリル・ヤン）、梁又琳（リャン・シューフイ） |                                                                         |
| 愛の奇跡 「舞動奇蹟」                                                          | 2003   | 洪嘉鈴（ホン・チャーリン）、陳宇凡（チン・ユウファン）、方子萱（ファン・ズーシェン）、張大鏞（チャン・ダーヨン）、顧瀚畇（クゥ・ハァン・ユン、阿丹） | BSジャパン2004                                                          |
| 七年級生 「七年級生」                                                          | 2003   | 林依晨（アリエル・リン）、賀軍翔（マイク・ハー）、顧瀚畇（クゥ・ハァン・ユン、阿丹）、張家振（テレンス・チャン）、鍾欣愉（チョン・シンユ） | KBS京都2006 SUN2007                                                     |
| イルカ湾の恋人 「海豚湾恋人」                                                  | 2003   | 許紹洋（アンブロウズ・シュー）、張韶涵（アンジェラ・チャン）、霍建華（ウォレス・フォ）、徐捷兒（ジル・シュー）、林韋君（ペニー・リン） | テレ朝チャンネル2006                                                    |
| ラヴ・ディクショナリー 「熟女慾望日記」                                        | 2003   | 李蒨蓉（リ・チェンヨン）、楊謹華（シェリル・ヤン）、侯湘婷（アンジー・ホウ）、紀文蕙（ジ・ウンフェイ）、施易男（シー・イーナン）、郭品超（ディラン・クォ） |                                                                         |
| ラヴトレイン〜心動列車〜 「心動列車」                                          | 2003   | エピソード1 蘇有朋（アレック・スー）、許慧欣（イボンヌ・シュー） エピソード2 張孝全（ジョセフ・チャン）、蘇慧倫（ターシー・スー） エピソード3 李李仁（リー・リーレン）、徐懐鈺（ユキ・スー） エピソード4 施易男（シー・イーナン）、蔡燦得（ツァン・ツァンダァ） | TBSチャンネル2008                                                       |
| 星願 「星願」                                                                  | 2003   | 陳怡蓉（タミー・チェン）、張天霖（チャン・ティエンリン）、張孝全（ジョセフ・チャン）、夏如芝（チェリー・シア） | DATV2009                                                                |
| 西街少年〜Westside Story〜 「西街少年」                                        | 2003   | 孫協志（トニー・スン、5566）、劉品言（エスター・リウ、Sweety）、霍建華（ウォレス・フォ）、王心凌（シンディー・ワン） | 北海道放送2005                                                          |
| 明日に向かって 「牽手向明天」                                                  | 2003   | 蕭淑慎（スザンヌ・シャオ）、陳浩民（ベニー・チャン）、李元伯（レイモンド・リー）、蔡裴琳（エリ・ツァイ） | SUN2008                                                                 |
| ふたりのお嬢様!! 「千金百分百」                                                | 2003   | 霍建華（ウォレス・フォ）、陳喬恩（ジョー・チェン、七朵花）、林韋君（ペニー・リン）、温兆倫（デリック・ワン）、許孟哲（ジェイソン・シュー、5566） | SUN2007 BS日テレ2007                                                    |
| 原味の夏天〜僕たちの終らない夏〜 「原味の夏天」                                | 2003   | 邱澤（ロイ・チウ）、楊丞琳（レイニー・ヤン）、沈建宏（クリス・シェン） | SUN2008 インターローカルTV2010                                          |
| 雪天使 「雪天使」                                                              | 2004   | TORO（トロ、Typhoon）、王宇婕（マーガレット・ワン）、顔行書（ジョニー・イェン、183Club）、楊謹華（シェリル・ヤン） | ホームドラマチャンネル2005                                              |
| アウトサイダー〜闘魚〜 「鬥魚 The Outsiders」 洛心『小雛菊』                   | 2004   | 郭品超（ディラン・クォ）、藍正龍（ラン・ジェンロン）、張勛傑（マイケル・チャン）、安以軒（アン・イーシュアン）、陸明君（ジョエル・リョ） | WOWOW2006                                                               |
| 秘密の花園Ⅱ 「我的秘密花園Ⅱ」                                                  | 2004   | 林依晨（アリエル・リン）、張天霖（チャン・ティエンリン）、 楊謹華（シェリル・ヤン）、梁又琳（リャン・シューフイ） |                                                                         |
| エーゲ海の恋 「情定愛琴海」                                                    | 2004   | 何潤東（ピーター・ホー）、蔡琳（チェリム）、蘇有朋（アレック・スー）、鮑逸琳（パオ・イーリン） | BS日テレ2005 KBS京都2006 SUN2007                                        |
| 舞闘天王 「紫禁之巓〜Top on The Forbidden City〜」                             | 2004   | Gino（KONE）、JR（KONE）、曾之喬（ジョアンヌ・ツァン、Sweety）、王紹偉（サム・ワン、183Club/5566）、Nancy |                                                                         |
| 愛情合約〜Love Contract〜 「愛情合約」                                         | 2004   | 林依晨（アリエル・リン）、賀軍翔（マイク・ハー）、張睿家（ブライアン・チャン） | KBS京都2007                                                             |
| 絶体絶命お嬢様 「愛上千金美眉」                                                | 2004   | 陳喬恩（ジョー・チェン、七朵花）、許孟哲（ジェイソン・シュー、5566） | 熊本KAB2005 SUN2008                                                     |
| 恋人たちのハーブ館 「香草戀人館」                                              | 2004   | 張天霖（チャン・ティエンリン）、林立雯（リン・リーウェン）、周群達（ダンカン・チョウ） | テレ朝チャンネル2006                                                    |
| 恋恋水園〜恋のスプラッシュ〜 「任我遨遊」                                      | 2004   | TORO（トロ、Typhoon）、趙虹喬（ジョイス・チャオ、七朵花）、謝宛諭（フィオナ・シェー）、戚玉武（チ・ユーウー）、顔行書（ジョニー・イェン、183Club）、欧萱（ジャネット・オー） | BS日テレ2006 SUN2007                                                    |
| 天国のウェディングドレス 「天國的嫁衣」                                        | 2004   | 王心凌（シンディー・ワン）、立威廉（レオン・ジェイ・ウィリアムス）、明道（ミンダオ、183Club）、關穎（テリー・クァン） | DATV2010                                                                |
| アウトサイダー〜闘魚〜 セカンド・シーズン 「鬥魚 The OutsidersⅡ」              | 2004   | 郭品超（ディラン・クォ）、羅志祥（ショウ・ルオ）、張勛傑（マイケル・チャン）、安以軒（アン・イーシュアン）、陸明君（ジョエル・リョ） | ホームドラマチャンネル2007 WOWOW2007                                    |
| Magic Ring〜愛情魔戒〜 「愛情魔戒」                                            | 2004   | 鄭元暢（ジョセフ・チェン）、夏于喬（キミ・シア）、銭韋杉（ウイニー・チェン） | VOD2006 ホームドラマチャンネル2007 SUN2009                              |
| ザ・ナースマン 「男丁格爾」                                                    | 2004   | 謝坤達（シェー・クンダー）、林韋君（ペニーリン）、張天霖（チャン・ティエンリン）、梁又琳（リャン・シューフイ）、蔡裴琳（エリ・ツァイ） | BS日テレ2008                                                            |
| The Starry Night〜愛在星光燦爛時〜 「愛在星光燦爛時」                          | 2004   | 王傳一（ワン・チュアンイー）、頼雅妍（メーガン・ライ） | VOD2006                                                                 |
| FiFi〜冒険的愛情故事〜 「家有菲菲」                                            | 2004   | 藍正龍（ラン・ジェンロン）、姚安琪（エンジェル・ヤオ）、許瑋甯（ティファニー・シュー） | ホームドラマチャンネル2006                                              |
| 格闘天王 「格闘天王〜Mr.Fighting〜」                                           | 2005   | 孫協志（トニー・スン、5566）、劉品言（エスター・リウ、Sweety）、曾之喬（ジョアンヌ・ツァン、Sweety）、王紹偉（サム・ワン、183Club/5566）、唐家豪（タン・ジャハオ） |                                                                         |
| PING PONG〜ピンポン〜 「乒乓 PING PONG」                                       | 2005   | 何潤東（ピーター・ホー）、邱澤（ロイ・チウ）、房思瑜（セレナ・ファン） | SUN2007                                                                 |
| カエルになった王子様 「王子變青蛙」                                            | 2005   | 陳喬恩（ジョー・チェン、七朵花）、明道（ミンダオ、183Club）、王紹偉（サム・ワン、183Club/5566）、Gino（KONE） | VOD2007 テレ朝チャンネル2009 DATV2010                                   |
| ドリームメーカー 「偸天換日」                                                  | 2005   | 洪金宝（サモ・ハン・キンポー）、郭品超（ディラン・クオ）、關穎（テリー・クァン） | SUN2007 BS日テレ2007                                                    |
| 悪男宅急電 express boy 「惡男宅急電」                                          | 2005   | 賀軍翔（マイク・ハー）、許瑋倫（ベアトリーチェ・シュウ）、張睿家（ブライアン・チャン） | MX2005 DATV2010                                                         |
| 風の舞う場所 「風中戰士」                                                      | 2005   | 何潤東（ピーター・ホー）、邱澤（ロイ・チウ）、王宗堯（グレゴリー・ウォン）、房思瑜（セレナ・ファン）、柏妍安（ケリー） | KBS京都2006 SUN2009                                                     |
| 真命天女〜Reaching for the Stars〜 「真命天女」                                | 2005   | 陳嘉樺（エラ・チェン、S.H.E）、任家萱（セリナ・レン、S.H.E）、田馥甄（ヒビ・ティエン、S.H.E） |                                                                         |
| 緑のシンフォニー〜緑光森林〜 「緑光森林 Green Forest My Home」                 | 2005   | 立威廉（レオン・ジェイ・ウィリアムス）、劉品言（エスター・リウ、Sweety）、阮経天（イーサン・ルァン）、宋智愛 | she TV2008 テレ朝チャンネル2010                                         |
| KO One〜終極一班〜 「終極一班」                                                | 2005   | 汪東城（ジロー、飛輪海）、辰亦儒（ケルビン、飛輪海）、炎亞綸（アーロン、飛輪海）、唐禹哲（ダンソン・タン） | BS-i2007                                                                |
| 地下鉄(メトロ)の恋 「地下鐵 Sound of Colors」 幾米（ジミー・リャオ）『地下鉄』 | 2006   | 霍建華（ウォレス・フォ）、林心如（ルビー・リン）、郝蕾（ハオ・レー）、黄勐（ファン・モン）、孫興（スン・シン） | BS日テレ2007                                                            |
| ラヴスタイリスト 「愛情魔髪師」                                                | 2006   | 明道（ミンダオ、183Club）、曾之喬（ジョアンヌ・ツァン、Sweety）、王紹偉（サム・ワン、183Club/5566）、祝釩剛（ジャッキー・チュウ、183Club）、黄玉榮（ホアン・ユーロン、183Club） | BS日テレ2007                                                            |
| 「愛殺17」                                                                     | 2006   | 張韶涵（アンジェラ・チャン）、楊士萱（ヤン・シーシュアン）、張善傑（チャン・シャンジエ）、陸廷威（ルー・ティンウェイ） |                                                                         |
| 白衣の恋 「白袍之戀」                                                          | 2006   | 郭品超（ディラン・クォ）、張勛傑 （マイケル・チャン）、安以軒 （アン・イーシュァン）、頼雅妍（メーガン・ライ） | 衛星劇場2010                                                            |
| 「微笑Pasta」                                                                  | 2006   | 王心凌（シンディー・ワン）、張棟樑（ニコラス・テオ）、Gino（KONE）、達倫（KONE） |                                                                         |
| スクール・ロワイアル〜極道學園〜 「極道學園」                                  | 2006   | 王傳一（ワン・チュアンイー）、ディーン・フジオカ 、馬如龍 （マー・ ルーロン）、包小柏（バオ・シャオボー） | ホームドラマチャンネル2016                                              |
| 結婚しよう 「我們結婚吧」                                                      | 2006   | 賀軍翔（マイク・ハー）、劉喆瑩（ティファニー・リウ） | DATV2009                                                                |
| 「剪刀石頭布」                                                                 | 2006   | 陳喬恩（ジョー・チェン、七朵花）、王紹偉（サム・ワン、183Club/5566）、夏于喬（キミ・シア）、張勛傑（マイケル・チャン） |                                                                         |
| ANGEL LOVERS〜天使の恋人たち〜 「天使情人」                                    | 2006   | 明道（ミンダオ、183Club）、白歆恵（ビアンカ・バイ）、蒋怡（ココ・チャン）、杜徳偉（アレックス・トゥー）、楊謹華（シェリル・ヤン） | テレ朝チャンネル2009                                                    |
| ホントの恋の*見つけかた 「轉角*遇到愛〜Corner with Love〜」                    | 2007   | 徐熙媛（バービィー・スー）、羅志祥（ショウ・ルオ）、陳至愷（チェン・チーカイ）、路嘉欣（ジョジー・ルー） | BS-TBS2009 TOKYOMX2009 ABC2009 CTC2014                                  |
| マイ・ラッキー・スター〜放羊的星星 「放羊的星星」                              | 2007   | 林志穎（ジミー・リン）、劉荷娜（ユ・ハナ）、李威（リー・ウェイ）、立威廉（レオン・ジェイ・ウィリアムス）、洪小鈴（ホン・シャオリン） | アジアドラマチックTV★So-net2008                                         |
| 天使のラブクーポン 「換換愛〜Why Why Love〜」                                  | 2007   | 賀軍翔（マイク・ハー）、王傳一（ワン・チュアンイー）、楊丞琳（レイニー・ヤン）、陳妍希（ミシェル・チェン） | BS日テレ2008                                                            |
| 「黑糖瑪奇朵」                                                                 | 2007   | Lollipop棒棒堂、黒渋会美眉 |                                                                         |
| 桜野学院3+1 「櫻野三加一〜My Best Pals〜」                                     | 2007   | 陳喬恩（ジョー・チェン、七朵花）、明道（ミンダオ、183Club）、范植偉（ファン・ジーウェイ）、黄志瑋（ジェリー・ホァン）、許孟哲（ジェイソン・シュー、5566） | MATVムービーアジア2010                                                  |
| 「終極一家」                                                                   | 2007   | 汪東城（ジロー、飛輪海）、辰亦儒（ケルビン、飛輪海）、炎亞綸（アーロン、飛輪海）、唐禹哲（ダンソン・タン）、呉尊（ウーズン、飛輪海） |                                                                         |
| スウィートラブ・シューター 「鬥牛，要不要」                                    | 2007   | 賀軍翔（マイク・ハー）、田馥甄（ヒビ・ティエン、S.H.E）、李威（リー・ウェイ） | BS日テレ2009 DATV2010                                                   |
| 墾丁は今日も晴れ! 「我在墾丁*天氣晴〜Wayward Kenting〜」                       | 2007   | 彭于晏（エディ・ポン）、張鈞甯（チャン・チュンニン）、阮経天（イーサン・ルァン） | ホームドラマチャンネル2010 BS日テレ2011                                 |
| 美男、じゃないんですね?!〜Pretty Ugly〜 「原來我不帥」                         | 2008   | 林俊傑（リン・ジュンジエ）、曾愷玹（アリス・ツェン）、李玖哲（ニッキー・リー）、張勛傑（マイケル・チャン） | DATV2013                                                                |
| ハートに命中!100% 「命中注定我愛你〜Fated to Love You〜」                      | 2008   | 陳喬恩（ジョー・チェン、七朵花）、阮経天（イーサン・ルァン）、白歆恵（ビアンカ・バイ）、陳楚河（バロン・チェン） | BS日テレ2008 KBS京都2009 SDT2009 DATV2009 SUN2010                       |
| トキメキ!玉子チャーハン 「翻滾吧!蛋炒飯 Rolling Love」                         | 2008   | 汪東城（ジロー、飛輪海）、唐禹哲（ダンソン・タン）、卓文萱（ジニー・チュオ）、小薫（シャオシュン、黒渋会美眉） | アジアドラマチックTV★So-net2009                                         |
| 恋のおしながき 「無敵珊寶妹〜Woody Sambo〜」                                   | 2008   | 張棟樑（ニコラス・チャン）、郭采潔（アンバー・クオ）、邱澤（ロイ・チウ）、黄一飛（ウォン・ヤッフェイ）、洪小鈴（ホン・シャオリン）、關勇（グアン・ヨン） |                                                                         |
| 笑うハナに恋きたる 「不良笑花〜Miss No Good〜」                                | 2008   | 楊丞琳（レイニー・ヤン）、潘瑋柏（ウィルバー・パン）、藤岡竜雄（ディーン・フジオカ） | ホームドラマチャンネル2009 BS日テレ2009 TOKYOMX2010 ABC2010             |
| イケメン探偵倶楽部MIT 「霹靂MIT〜Mysterious Incredible Terminator〜」          | 2008   | 炎亞綸（アーロン、飛輪海）、鬼鬼（グイグイ、黒Girl）、黄鴻升（エイリアン・ホァン）、陸廷威（ルー・ ティンウェイ）、張善傑（チャン・シャンジエ）、范瑋琪（ファン・ウェイチー）、田麗（リリー・ティエン） | DATV2010 BS日テレ2010 KBS京都2011                                       |
| 「天平上的馬爾濟斯〜JUSTICE FOR LOVE〜」                                       | 2008   | 林佑威（リン・ヨウウェイ）、馬志翔（マー・ジーシアン）、李康宜（リー・カンイー）、陸明君（ルー・ミンジュン）、張世（チャン・シー）、曾珮瑜（ペギー・ツェン） |                                                                         |
| 私の億万LOVE 「我的億萬麵包〜Love or Bread〜」                                 | 2008   | 林依晨（アリエル・リン）、鄭元暢（ジョセフ・チェン）、張睿家（ブライアン・チャン）、張毓晨（チャン・ユーチェン）、黄文星（ホァン・ウェンシン） | NBN2009 TVK2009 SATV2009 アジアドラマチックTV★So-net2010 BSジャパン2010 |
| 「幸福的抉擇〜I Do?〜」                                                        | 2008   | 劉心悠（アニー・リウ）、藍正龍（ラン・ジェンロン）、林立雯（リン・リーウェン）、曾少宗（フィガロ・ツェン） |                                                                         |
| 僕だけのプリンセス 「王子看見二公主〜Prince+Princess2〜」                      | 2008   | 郭品超（ディラン・クォ）、陳庭妮（アニー・チェン）、張勛傑（マイケル・チャン） | ホームドラマチャンネル2010                                              |
| 敗犬女王-Queen of no Marriage- 「敗犬女王〜My Queen〜」                        | 2009   | 楊謹華（シェリル・ヤン）、阮経天（イーサン・ルァン）、楊雅筑（ヤン・ヤージュー）、温昇豪（ウェン・シェンハオ）、張懐秋（ハリー・チャン、大嘴巴） | BS日テレ2009 KBS京都2010 DATV2010 ホームドラマチャンネル2010 SUN2011    |
| 「協奏曲〜The Concerto〜」                                                     | 2009   | 劉品言（エスター・リウ、Sweety）、彭于晏（エディ・ポン）、李威（リー・ウェイ） |                                                                         |
| モモのお宅の王子さま 「愛就宅一起〜To Get Her〜」                              | 2009   | 楊丞琳（レイニー・ヤン）、汪東城（ジロー、飛輪海）、胡宇威（ジョージ・フー） | NBN2010 KBS京都2010 ホームドラマチャンネル2010 BS日テレ2011             |
| 「終極三國〜K.O.3an Guo〜」                                                    | 2009   | 胡宇威（ジョージ・フー）、博焱（デイビット・リン）、班傑、邵翔（ショーン・シャオ）、寺唯宏正 |                                                                         |
| 「比賽開始〜Play Ball〜」                                                      | 2009   | 李國毅（レゴ・リー）、盧学叡（クリスチャン・ルー）、柯佳嬿 (クー・ジャーヤン) |                                                                         |
| 「敲敲愛上你〜Knock Knock loving you〜」                                       | 2009   | 郭品超（ディラン・クォ）、明道（ミンダオ、183Club）、呉亞馨（マギー・ウー）、蒋怡（ココ・チャン） |                                                                         |
| ハッピーメーカー 「福氣又安康〜Easy Fortune Happy Life〜」                     | 2009   | 陳喬恩（ジョー・チェン、七朵花）、藍正龍（ラン・ジェンロン）、邱澤（ロイ・チウ）、王怡仁（ジョセリン・ワン）、修杰楷（シュウ・ジエカイ）、Gino（KONE） | MATVムービーアジア2011                                                  |
| 台北24時 「台北異想」                                                          | 2009   | 晨之美 頼雅妍（メーガン・ライ）、呉中天（マット・ウー） 那個夏天的小出走 李冠毅（ケビン・リー）、丘芹銓（チウ・チンチュアン） 午熱 莫子儀（モー・ズーイ）、王湘涵（ワン・シャンハン） 舊・情人 呉慷仁（ウー・カンレン）、許瑋甯（ティファニー・シュー） 煙 陳慕義（チェン・ムーイー）、瑪靡 走夢人 高英軒（カオ・インシュアン）、曾漢宇 末班車 蔡皆得（ツァイ・ジエダー）、沈佳穎（チェン・ジャーイン） 自轉 蔡明亮（ツァイ・ミンリャン）、陸弈靜（ルー・イーチン） | BS日テレ2011                                                            |
| 「紫玫瑰〜Roseate Love〜」                                                     | 2009   | 黄騰浩（テンダー・ ホァン）、梁文音（レイチェル・リャン）、許亮宇（ヘンリー・シュー）、黄柏均（デニー・ホァン）、許瑋甯（ティファニー・シュー） |                                                                         |
| 「那一年的幸福時光〜Happy times of that year〜」                               | 2009   | 郭采潔（アンバー・クオ）、温昇豪（ウェン・シェンハオ）、楊一展（ヤン・イーチャン）、隋棠（ソニア・スイ） |                                                                         |
| 僕のSweet Devil 「海派甜心〜Hi My Sweetheart〜」                               | 2009   | 羅志祥（ショウ・ルオ）、楊丞琳（レイニー・ヤン）、李威（リー・ウェイ） | ホームドラマチャンネル2012 RNC2012 NBN2012 TVK2013 CTC2015              |
| 「我在1949，等你〜Letter 1949〜」                                              | 2009   | 林佑威（リン・ヨウウェイ）、戴君竹（ダイ・ジュンジュ）、黄鴻升（エイリアン・ホァン）、沈海蓉（シェン・ハイロン） |                                                                         |
| 「青梅竹馬〜Happy Together〜」                                                 | 2009   | 楊一展（ヤン・イーチャン）、馬念先、Gino（KONE）、林韋君（ペニー・リン）、洪小鈴（ホン・シャオリン）、林彦君（リン・イエンチュイン）、李運慶（ジャック・リー）、王天予 |                                                                         |
| 君に恋した328日 「第2回合我愛你〜Lucky Days〜」                                | 2010   | 王宥勝（クリス・ワン）、陳怡蓉（タミー・チェン） |                                                                         |
| 「藍海1加1〜The Love River〜」                                                 | 2010   | 立威廉（レオン・ジェイ・ウィリアムス）、卓文萱（ジニー・チュオ）、金沛晟（レムス・ジン）、何蓓蓓、韓宜豪、顧宝明（クー・パオミン） |                                                                         |
| 「星光下的童話〜Because Of You〜」                                             | 2010   | 李國毅（レゴ・リー）、陳楚河（バロン・チェン）、頼雅妍（メーガン・ライ）、田中千絵、林昕陽 |                                                                         |
| パンダマン〜近未来熊猫ライダー〜 「熊猫人〜Pandamen〜」                        | 2010   | 周杰倫（ジェイ・チョウ）、宇豪（ユーハオ、南拳媽媽）、弾頭（ダントウ）、江語晨（ジェシー・ジャン） | ホームドラマチャンネル2011                                              |
| P.S.男 「偷心大聖PS男〜PS Man〜」                                              | 2010   | 藍正龍（ラン・ジェンロン）、隋棠（ソニア・スイ）、温昇豪（ウェン・シェンハオ）、白歆恵（ビアンカ・バイ）、小小彬（シャオシャオビン） | BSジャパン2010                                                          |
| スターな彼 「呼叫大明星〜Calling For Love〜」                                  | 2010   | 賀軍翔（マイク・ハー）、陳至愷（チェン・チーカイ）、蔡卓妍（シャーリーン・チョイ、Twins）、周采詩（チョウ・ツァイシー） | BSジャパン2010 TOKYOMX2011 ABC2011                                      |
| 泡沫の夏 「泡沫之夏〜Summer's Desire〜」 明曉溪『泡沫之夏』                    | 2010   | 徐熙媛（バービィー・スー）、何潤東（ピーター・ホー）、黄暁明（ホヮン・シャオミン） | DATV2011 BSジャパン2011                                                 |
| インファナル・ラブ〜上海狂想曲〜 「無間有愛」                                  | 2010   | 賀軍翔（マイク・ハー）、賈静雯（アリッサ・チア）、靳東（ジン・ドン）、鄧家佳（ドン・ジャージャー）、王麗坤（ワン・リークン） | DATV2010                                                                |
| 「就是要香戀〜Secent of Love〜」                                               | 2010   | 范植偉（ファン・ジーウェイ）、曾愷玹（アリス・ツェン）、王傳一（ワン・チュアンイー）、許瑋甯（ティファニー・シュー）、李立群（リー・リーチュン）、高捷（ジャック・カオ）、劉瑞琪（リュー・ルイチー） |                                                                         |
| 「倪亞達〜Ni Yada〜」 袁哲生『倪亞達』                                         | 2010   | 楊祐寧（トニー・ヤン）、李佳穎（リー・ジャーイン）、曾宝儀（ツァン・ボーイー ）、梁智瑜（リャン・ヂーユー）、郭書瑤（グオ・シューヤオ）、庹宗華（トゥオ・ツォンファ）、蔡振南（ツァイ・チェンナン） |                                                                         |
| 「萌學園之萌騎士傳奇〜The M Riders〜」                                         | 2010   | 五熊（ウーション）、博焱、曾子余、蔡芷紜、利昂霖（エリック・リー）、林奕勳、蝴蝶姐姐 |                                                                         |
| 「我的排隊情人〜Volleyball Lover〜」                                           | 2010   | 高以翔（カオ・イーシャン）、陳庭妮（アニー・チェン）、藍鈞天（ギャビー・ラン）、宋紀妍（ソン・ジーイエン）、王静瑩（ジーン・ウォン）、那維勳（ナー・ウェイシュン）、楊銘威（ジョニー・ヤン） |                                                                         |
| 「鍾無艷〜ZHONG WU YEN〜」                                                     | 2010   | 楊謹華（シェリル・ヤン）、明道（ミンダオ、183Club）、呉慷仁（ウー・カンレン）、苗可麗（ミャオ・カーリー）、曾少宗（フィガロ・ツェン） |                                                                         |
| 愛∞無限 「愛∞無限〜Endless Love〜」                                            | 2010   | 潘瑋柏（ウィルバー・パン）、張榕容（チャン・ロンロン）、林佑威（リン・ヨウウェイ）、住谷念美、王夢麟、趙樹海（チャオ・シューハイ）、黄鐙輝（フランキー・ホァン） | DATV2011 TOKYOMX2011 ABC2011 CTC2012                                    |
| 「死神少女〜Gloomy Salad Days〜」                                              | 2010   | 炎亞綸（アーロン、飛輪海）、房思瑜（セレナ・ファン） |                                                                         |
| 「女王不下班〜4 Gifts〜」                                                      | 2010   | 王心如（シンシア・ワン）、張棟樑（ニコラス・チャン）、修杰楷（シュウ・ジエカイ）、李康宜（リー・カンイ）、路嘉欣（ジョジー・ルー）、路斯明（ジョニー・ルー）、頼琳恩（レネ・ライ）、劉紓妤、陳乃榮（ナイロン・チェン）、陳勢安（アンドリュー・タン）、黄健瑋（ホァン・ジェンウェイ）、陶傳正（タオ・チュアンジェン） |                                                                         |
| 結婚って、幸せですか 「犀利人妻。〜The Fierce Wife〜」                         | 2010   | 温昇豪（ウェン・シェンハオ）、隋棠（ソニア・スイ）、朱芯儀（アマンダ・ジュー）、王宥勝（クリス・ワン） | BS日テレ2011 NBN2011                                                    |
| 「他們在畢業的前一天爆炸〜Days We Stared at the Sun〜」                        | 2010   | 黄遠（ホァン・ユエン）、巫建和（（ウー・ジェンフー））、張家瑜、廖逸凡、紀培慧（チー・ペイホイ）、高晨育、洪群鈞、単承矩、那維勳（ナー・ウェイシュン）、許瑋甯（ティファニー・シュー）、呉慷仁（ウー・カンレン）、徐佳瑩（ララ・スー） |                                                                         |
| 国民英雄-X 「國民英雄〜Channel-X〜」                                           | 2010   | 鄭元暢（ジョセフ・チェン）、郭采潔（アンバー・クオ）、李至正（リー・ジージェン）、古斌（サミュエル・クー）、周采詩（チョウ・ツァイシー） | DATV2011                                                                |

#### 2011-2012年
| 作品名/「原題」/『原作』                                                     | 製作年 | 出演者 | 日本での放送                                       |
| ---------------------------------------------------------------------------- | ------ | --- | -------------------------------------------------- |
| 晴れのちボクらは恋をする 「幸福最晴天〜Sunny Happiness〜」                   | 2011   | 賀軍翔（マイク・ハー）、張鈞甯（チャン・チュンニン）、明道（ミンダオ、183Club） | アジアドラマチックTV★So-net2011 BS日テレ2011       |
| 「飛行少年〜They Are Flying〜」                                              | 2011   | 王紹偉（サム・ワン、183Club/5566）、曾沛慈（ツェン・ペイチー）、王宥勝（クリス・ワン）、Linda |                                                    |
| 「艋舺燿輝」                                                                 | 2011   | 李威（リー・ウェイ）、張勛傑（マイケル・チャン）、林逸欣（リン・イーシン） |                                                    |
| 愛があるから〜鹿児島の恋 「愛讓我們在一起〜Love together〜」                 | 2011   | 趙駿亞（ダブル・チャオ）、葉家妤（イェ・ジャーユー）、張家慧（チャン・ジャーホイ）、周孝安（クルト・チョウ） | KBS京都2012                                        |
| 最後はキミを好きになる! 「醉後決定愛上你〜Love You〜」                       | 2011   | 楊丞琳（レイニー・ヤン）、張孝全（ジョセフ・チャン）、許瑋甯（ティファニー・シュー）、王傳一（ワン・チュアンイー） | DATV2011 BS日テレ2012                              |
| 「我的完美男人〜Who's The One〜」                                            | 2011   | 天心（ティエンシン）、楊一展（ヤン・イーチャン）、楊千霈（ヤン・チエンペイ）、路斯明（ジョニー・ルー） |                                                    |
| 晴れのち女神が微笑んで 「美樂。加油〜Love keeps going〜」 單飛雪『王的戀歌』 | 2011   | 賀軍翔（マイク・ハー）、王心凌（シンディー・ワン）、小薫（シャオシュン、黒Girl） | ホームドラマチャンネル2012 BS82013                 |
| 「男女生了沒〜Boy and Girl〜」                                               | 2011   | 卓文萱（ジニー・チュオ）、張勛傑（マイケル・チャン）、呉中天（マット・ウー） 、王怡仁（ジョセリン・ワン）、Gino（KONE）、艾偉（アイ・ウェイ）、歓歓（ファンファン）、林健寰（ケビン・リン）、姚黛瑋（ヤオ・ダイウェイ）、苗可麗（ミャオ・カーリー） |                                                    |
| 「陽光天使〜Sunny Girl〜」                                                   | 2011   | 呉尊（ウーズン）、楊丞琳（レイニー・ヤン） |                                                    |
| 進め!キラメキ女子 「小資女孩向前衝!〜Office Girls〜」                        | 2011   | 邱澤（ロイ・チウ）、柯佳嬿（アリス・クー）、李毓芬（ティア・リー、Dream Girls）、郭書瑤（グオ・シューヤオ）、温昇豪（ウェン・シェンハオ） | DATV2012 テレ玉2013 CTC2013 IBC2016                |
| 「料理情人夢〜Love Recipe〜」                                                | 2011   | 呉克羣（ケンジ・ウー）、李佳穎（リー・ジャーイン）、鳳小岳（リディアン・ヴォーン）、呉映潔（ウー・インジエ、黒Girl） |                                                    |
| イタズラな恋愛白書 「我可能不會愛你〜In Time with You〜」                    | 2011   | 林依晨（アリエル・リン）、陳柏霖（チェン・ボーリン）、陳匡怡（アンドレア・チェン）、王陽明（サニー・ワン） | アジアドラマチックTV★So-net2012 BS日テレ2013       |
| 「單數絶配」                                                                 | 2011   | 高以翔（カオ・イーシャン）、曾愷玹（アリス・ツェン）、呉亞馨（マギー・ウー）、陳至愷（チェン・チーカイ）、小蠻、頼亭君 |                                                    |
| 僕らはふたたび恋をする 「真心請按兩次鈴〜Ring Ring Bell〜」                  | 2011   | 何潤東（ピーター・ホー）、張鈞甯（チャン・チュンニン）、修杰楷（シュウ・ジエカイ）、房思瑜（セレナ・ファン） | アジアドラマチックTV★So-net2012 Dlife2013          |
| 「真的漢子〜Next Heroes〜」                                                  | 2011   | 林佑威（リン・ヨウウェイ）、頼雅妍（メーガン・ライ）、王傳一（ワン・チュアンイー）、是元介（ジェイ・シー）、路斯明（ジョニー・ルー）、樊光耀、呉政迪、劉瑞琪（リュー・ルイチー）、王道、狄鶯                                                        |                                                    |
| 真愛找麻煩〜True Loveにご用心〜 「真愛找麻煩〜Inborn Pair〜」                | 2011   | 王宥勝（クリス・ワン）、陳庭妮（アニー・チェン）、謝坤達（シェ・クンダー）、洪小鈴（ホン・シャオリン）、王思平（ワン・シーピン） |                                                    |
| マジで君に恋してる 「粉愛粉愛你〜I Love You So Much〜」                      | 2012   | 藍正龍（ラン・ジェンロン）、李佳穎（リー・ジャーイン）、周湯豪（ニック・チョウ）、林逸欣（リン・イーシン）、白梓軒（トム・プライス）、毛弟（モーディー・チウ、JPM）                                                                                 | ホームドラマチャンネル2012                         |
| 「向前走向愛走〜Love Forward〜」                                             | 2012   | 郭采潔（アンバー・クオ）、陳怡蓉（タミー・チェン）、楊祐寧（トニー・ヤン）、楊一展（ヤン・イーチャン） |                                                    |
| シュガーケーキガーデン 「翻糖花園〜Fondant Garden〜」                        | 2012   | パク・ジョンミン（SS501）、王傳一（ワン・チュアンイー）、簡嫚書（ジエン・マンシュー）、李相林（リー・シャンリン） | DATV2012 BS112013 NBN2013 TVK2013                  |
| 「半熟戀人〜In Between〜」                                                   | 2012   | 蔡淑臻（ジャネル・ツァイ）、路斯明（ジョニー・ルー）、邱凱偉（チウ・カイウェイ、浪花兄弟）、李維維（リー・ウェイウェイ）、李沛旭（パトリック・リー）                                                                                                |                                                    |
| 「小孩大人〜MAN-BOY〜」                                                      | 2012   | 李威（リー・ウェイ）、李康宜（リー・カンイ）、黄騰浩（テンダー・ホァン）、姚采穎（イボンヌ・ヤオ） |                                                    |
| アリスへの奇跡 「給愛麗絲的奇蹟〜Alice in Wonder City〜」                    | 2012   | 炎亞綸（アーロン、飛輪海）、修杰楷（シュウ・ジエカイ）、楊貴媚（ヤン・クイメイ）、周采詩（チョウ・ツァイシー）、梁心頤（ララ・リャン） | ホームドラマチャンネル2012 RNB2012 RNC2013 CTC2014 |
| 「你是春風我是雨〜Love in the Wind〜」                                       | 2012   | 簡嫚書（ジエン・マンシュー）、楊一展（ヤン・イーチャン）、曾少宗（フィガロ・ツェン）、銭柏渝（チェン・パユー） |                                                    |
| ムーラン's エンジェル 「木蘭花 MULAN ON THE RUN」                            | 2012   | 呉辰君（アニー・ウー）、蕭薔（ステファニー・シャオ）、姚采穎（イボンヌ・ヤオ）、蕭淑慎（スザンヌ・シャオ）、加藤侑紀、柏原収史 |                                                    |
| 私たち恋しませんか? 「原來愛·就是甜蜜〜Once Upon a Love〜」                  | 2012   | 楊謹華（シェリル・ヤン）、王陽明（サニー・ワン）、呉中天（マット・ウー）、喩虹淵（リーン・ユウ） | ホームドラマチャンネル2013                         |
| 「花是愛〜What is Love〜」                                                   | 2012   | 周幼婷（ジョウ・ヨウティン）、呉慷仁（ウー・カンレン）、周群達（ダンカン・チョウ）、夏于喬（キミ・シア） |                                                    |
| スクリュー·ガール 一発逆転婚!! 「螺絲小姐要出嫁〜Miss Rose〜」               | 2012   | 邱澤（ロイ・チウ）、頼雅妍（メーガン・ライ）、趙駿亞（ダブル・チャオ）、李毓芬（ティア・リー、Dream Girls） | DATV2012                                           |
| 夏の協奏曲 「戀夏38℃〜Summer Fever〜」 黄朝亮『夏天協奏曲』                  | 2012   | 胡宇威（ジョージ・フー）、呉映潔（ウー・インジエ、黒Girl） | DATV2013 アジアドラマチックTV★So-net2015           |
| 借り恋 「我，租了一個情人〜Love Me Or Leave Me〜」                           | 2012   | 王宥勝（クリス・ワン）、許瑋甯（ティファニー・シュー）、柯有綸（アラン・コー）、小薫（シャオシュン、黒Girl）、李康宜（リー・カンイ） | DATV2013                                           |
| 台北ラブストーリー〜美しき過ち 「罪美麗〜An Innocent Mistake〜」             | 2012   | 王識賢（ワン・シーシェン）、林辰唏（リン・チェンシー）、莫子儀（モー・ズーイ）、潘儀君（ジョイ・パン） | アジアドラマチックTV★So-net2013                    |
| 不良＜ヤンキー＞ですね 「終極一班2〜KO One Return〜」                        | 2012   | 汪東城（ジロー、飛輪海）、曾沛慈（ツェン・ペイチー）、許名傑（シュー・ミンジエ、SpeXial）、林子閎（サム・リン、SpeXial）、黄仁徳（ジェイコブ） | DATV2013                                           |
| LOVE NOW ホントの愛は、いまのうちに・・・ 「真愛趁現在〜Love,Now〜」         | 2012   | 胡宇威（ジョージ・フー）、陳庭妮（アニー・チェン）、竇智孔（ボビー・ドウ）、魏蔓（マンディー・ウェイ） | ホームドラマチャンネル2013                         |

#### 2013-2014年
| 作品名/「原題」/『原作』                                                                               | 製作年 | 出演者 | 日本での放送                    |
| --- | ------ | --- | ------------------------------- |
| カノジョの恋の秘密 「金大花的華麗冒險〜Princess' Stand In〜」                                          | 2013   | 謝欣穎（ニッキー・シエ）、温昇豪（ウェン・シェンハオ）、呉慷仁（ウー・カンレン）、頼琳恩（レネ・ライ） | ホームドラマチャンネル2015      |
| 1/2の両想い〜Spring Love〜 「美人龍湯」                                                                | 2013   | 賀軍翔（マイク・ハー）、林盈臻（リン・インジェン、Popu Lady）、佐藤麻衣、陳乃榮（ナイロン・チェン） | ホームドラマチャンネル2013      |
| 「K歌·情人·夢〜K Song Lover〜」                                                                        | 2013   | 張棟樑（ニコラス・テオ）、蔡黄汝（ツァイ・ホァンル）、許慧欣（イボンヌ・シュー）、范逸臣(ファン・イーチェン) |                                 |
| 逆転!赤ずきん 「大紅帽與小野狼〜Big Red Riding Hood〜」                                                | 2013   | 姚元浩（ヤオ・ユエンハオ）、楊謹華（シェリル・ヤン）、黄騰浩（テンダー・ ホァン）、林孟瑾（リン・モンジン） | ホームドラマチャンネル2013      |
| 「惡男日記〜Bad Boys' Diary〜」                                                                        | 2013   | 張書豪（ブライアン・チャン）、李相林（リー・シャンリン）、張懐秋(ハリー・チャン、大嘴巴)、王思平（ワン・シーピン）、JR、米可白 |                                 |
| 「借用一下你的愛〜Borrow Ur Love〜」                                                                   | 2013   | 朱芯儀（アマンダ・ジュー）、夏如芝（チェリー・シア）、施易男（シー・イーナン）、郭品超（ディラン・クォ） |                                 |
| 「遇見幸福300天〜Happy 300days〜」                                                                     | 2013   | 陳怡蓉（タミー・チェン）、王傳一（ワン・チュアンイー）、謝坤達（シェー・クンダー）、荘凱勛（キャッシュ・チュアン） |                                 |
| 「求愛365〜True Love 365〜」                                                                           | 2013   | 曾之喬（ジョアンヌ・ツァン、Sweety）、張睿家（レイ・チャン）、戴君竹（ダイ・ジュンジュ）、路斯明（ジョニー・ルー） |                                 |
| 「美味的想念〜A Hint Of You〜」                                                                        | 2013   | 張勛傑（マイケル・チャン）、李千那（ナナ・リー）、唐禹哲（ダンソン・タン）、是元介（ジェイ・シー） |                                 |
| ふたりのパパ 「兩個爸爸〜Two Fathers〜」                                                               | 2013   | 楊一展（ヤン・イーチャン）、林佑威（リン・ヨウウェイ）、頼雅妍（メーガン・ライ）、謝語恩（樂樂） | ホームドラマチャンネル2014      |
| 「幸福蒲公英〜Happy Dandelion〜」                                                                      | 2013   | 唐禹哲（ダンソン・タン）、曾愷玹（アリス・ツェン）、邵翔（ショーン・シャオ）、陳乃榮（ナイロン・チェン）、頼琳恩（レネ・ライ） |                                 |
| 「沒有名字的甜點店〜Amour et Pâtisserie〜」                                                            | 2013   | 張榕容（チャン・ロンロン）、劉以豪（ジャスパー・リウ）、修杰楷（シュウ・ジエカイ）、黄荻鈞（デビー・ホヮン） |                                 |
| 恋するロミオとジュリエット 「真愛黑白配〜Love Around〜」                                               | 2013   | 胡宇威（ジョージ・フー）、陳庭妮（アニー・チェン）、陶妍霖（エルヤ・タオ）、李運慶（ジャック・リー） | アジアドラマチックTV★So-net2014 |
| 「愛情急整室〜Love SOS〜」                                                                             | 2013   | 陳曉東（ダニエル・チャン）、簡嫚書（ジエン・マンシュー）、李沛旭（パトリック・リー）、安心亞(アンバー・アン) |                                 |
| 「我愛幸運七〜Love Touch〜」                                                                           | 2013   | 辰亦儒（ケルビン、飛輪海）、蔡黄汝（ツァイ・ホァンル）、李相林（リー・シャンリン）、趙駿亞（ダブル・チャオ） |                                 |
| 王子様をオトせ! 「就是要你愛上我〜Just You〜」                                                         | 2013   | 炎亞綸（アーロン、飛輪海）、郭雪芙（パフ・クオ、Dream Girls）、王凱蒂（キャサリン・ワン） 、唐振剛（タン・ジェンガン） | ホームドラマチャンネル2013      |
| 妻の純愛 「親愛的，我愛上別人了〜A Good Wife〜」                                                       | 2013   | 天心（ティエンシン）、李銘順（リー・ミンシュン）、林逸欣（リン・イーシン）、邱凱偉（チウ・カイウェイ、浪花兄弟） |                                 |
| 終極一班3 「終極一班3〜K.O. One Re-act〜」                                                             | 2013   | 汪東城（ジロー、飛輪海）、曾沛慈（ツェン・ペイチー）、許名傑（シュー・ミンジエ、SpeXial）、林子閎（サム・リン、SpeXial）、寺唯宏正（シーウェイ・ホンジャン、SpeXial）、黄偉晋（ホァン・ウェイジン、SpeXial）                                | DATV2014                        |
| 「幸福選擇題〜Second Life〜」                                                                          | 2013   | 謝坤達（シェ・クンダー）、王心凌（シンディー・ワン）、修杰楷（シュウ・ジエカイ）、楊千霈（ヤン・チエンペイ） |                                 |
| 「飛越龍門客棧〜Dragon Gate〜」 徐克『新龍門客棧』（原案のみ）                                         | 2013   | 陳怡蓉（タミー・チェン）、柯佳嬿（アリス・クー）、王陽明（サニー・ワン） |                                 |
| 恋してる・愛してる 「我愛你愛你愛我〜IUUI〜」                                                          | 2013   | 劉以豪（ジャスパー・リウ）、王楽妍（シンシア・ワン）、尹崇珍、鈴木有樹 | アジアドラマチックTV★So-net2014 |
| 「女王的誕生〜The Queen!〜」                                                                           | 2013   | 孫耀威（エリック・ソン）、楊謹華（シェリル・ヤン）、蔡淑臻（ジャネル・ツァイ）、路斯明（ジョニー・ルー） |                                 |
| イタズラな恋愛白書 Part 2 「愛的生存之道〜The Pursuit of Happiness〜」                                 | 2013   | 隋棠（ソニア・スイ）、楊祐寧（トニー・ヤン）、荘凱勛（キャッシュ・チュアン）、謝沛恩(エイジー・シェ) | アジアドラマチックTV★So-net2014 |
| 天使を探して〜Love Family〜 「有愛一家人〜Love Family〜」                                              | 2013   | 王宥勝（クリス・ワン）、房思瑜（セレナ・ファン）、周曉涵（アマンダ・チョウ）、李運慶（ジャック・リー） | C-POP TVで配信                  |
| 「回到愛以前〜Déjà Vu〜」                                                                              | 2013   | 姚元浩（ヤオ・ユエンハオ）、魏蔓（マンディー・ウェイ）、王思平（ワン・シーピン）、楊鎮（ヤン・チェン） |                                 |
| 「愛情ATM〜Love For All The Moments〜」                                                                | 2013   | 丁春誠（ディン・チュンチェン）、劉品言（エスター・リウ、Sweety）、鄒承恩（ジェイソン・ ツォウ）、房思瑜（セレナ・ファン） |                                 |
| 「我的自由年代〜In A Good Way〜」                                                                      | 2013   | 李國毅（レゴ・リー）、任容萱（キミ・レン）、是元介（ジェイ・シー）、翁滋蔓（ウェン・ヅーマン） |                                 |
| 「媽，親一下！〜Kiss Me Mom！〜」                                                                      | 2013   | 柯有倫（アラン・コー）、梁正群（ダニー・リャン）、蔡旻佑（イヴァン・ヨー・ツァイ）、夏于喬（キミ・シア） |                                 |
| 「真愛配方〜First Kiss〜」                                                                             | 2014   | 敖犬（アオチュエン）、周湯豪（ニック・チョウ）、林逸欣（リン・イーシン）、魏蔓（マンディー・ウェイ） |                                 |
| 恋する人魚〜30女子の磨きかた〜 「女人30情定水舞間〜Fabulous 30, Love in The House of Dancing Water〜」 | 2014   | 李維維（リー・ウェイウェイ）、唐禹哲（ダンソン・タン）、邱凱偉（チウ・カイウェイ、浪花兄弟）、小薰（シャオシュン、黒Girl）、洪小鈴（ホン・シャオリン）、張翰（チャン・ハン）                                                                |                                 |
| ずっと君を忘れない 「熱海戀歌〜Once Upon a Time in Beitou〜」                                          | 2014   | 李李仁（リー・リーレン）、李千那（ナナ・リー）、平岡祐太、陸明君（ルー・ミンジュン） | TwellV2015                      |
| キミをプロデュース〜Miracle Love Beat〜 「A咖的路〜Rock N' Road〜」                                    | 2014   | 呉慷仁（ウー・カンレン）、夏于喬（キミ・シア）、李政穎（リー・チェンイン） | アジアドラマチックTV★So-net2015 |
| 恋にオチて!俺×オレ 「愛上兩個我〜Fall in Love With Me〜」                                              | 2014   | 炎亞綸（アーロン、飛輪海）、李毓芬（ティア・リー、Dream Girls）、李運慶（ジャック・リー） | ホームドラマチャンネル2014      |
| 恋する、おひとり様 「喜歡·一個人〜Pleasantly Surprised〜」                                             | 2014   | 劉以豪（ジャスパー・リウ）、郭雪芙（パフ・クオ、Dream Girls）、頼琳恩（レネ・ライ）、簡宏霖（ジョリン・ジェン、4ever） | アジアドラマチックTV★So-net2015 |
| わたしのスイート・スター 「你照亮我星球〜You Light Up My Star〜」                                      | 2014   | 鄭元暢（ジョセフ・チェン）、張鈞甯（チャン・チュンニン）、孟耿如（モン・ゴンルー）、王陽明（サニー・ワン） | DATV2015                        |
| 勇気を出してアイ・ラブ・ユー 「勇敢說出我愛你〜Say I Love You〜」                                      | 2014   | 賀軍翔（マイク・ハー）、柯佳嬿（アリス・クー） | ホームドラマチャンネル2015      |
| 僕らのメヌエット 「妹妹〜Apple in Your Eye〜」                                                         | 2014   | 藍正龍（ラン・ジェンロン）、安心亞（アンバー・アン）、莫允雯（クリスティーナ・モク） | アジアドラマチックTV★So-net2015 |
| 「16個夏天〜The Way We Were〜」                                                                        | 2014   | 林心如（ルビー・リン）、楊一展（ヤン・イーチャン）、許瑋甯（ティファニー・シュー）、謝佳見（シェー・ジャージェン） |                                 |
| もう一度プロポーズして〜I do² 「再說一次我願意〜I do²〜」                                              | 2014   | 林佑威（リン・ヨウウェイ）、魏蔓（マンディー・ウェイ）、張勛傑（マイケル・チャン）、李維維（リー・ウェイウェイ） | DATV2015                        |
| とん♡だロマンス 「上流俗女〜Go Single Lady〜」                                                         | 2014   | 安以軒（アン・イーシュアン）、賀軍翔（マイク・ハー） | DATV2014                        |
| Love Cheque〜恋の小切手 「幸福兌換券〜Love Cheque Charge〜」                                           | 2014   | 胡宇威（ジョージ・フー）、袁艾菲（ユアン・アイフェイ）、謝坤達（シェ・クンダー）、是元介（ジェイ・シー） | アジアドラマチックTV★So-net2015 |
| 「謊言遊戲〜X Lies〜」                                                                                 | 2014   | 陳嘉樺（エラ・チェン、S.H.E）、呉慷仁（ウー・カンレン）、柯宇綸（クー・ユールン）、李維維（リー・ウェイウェイ） |                                 |
| 「22K夢想高飛〜Aim High〜」                                                                            | 2014   | 王宥勝（クリス・ワン）、孟耿如(モン・ゴンルー)、李國毅（レゴ・リー）、郭書瑤（グオ・シューヤオ） |                                 |
| 「徵婚啟事〜Mr. Right Wanted〜」 陳玉慧『徵婚啟事』                                                    | 2014   | 隋棠（ソニア・スイ）、李銘順（リー・ミンシュン）、郭書瑤（グオ・シューヤオ）、張少懐（チャン・シャオファイ）、鍾承翰（ハンス・チョン）、黄志瑋（ジェリー・ホァン）                                                                          |                                 |
| 「我的寶貝四千金〜Dear Mom〜」                                                                         | 2014   | 洪小鈴（ホン・シャオリン）、修杰楷（シュウ・ジエカイ）、曾之喬（ジョアンヌ・ツァン、Sweety）、謝佳見（シェー・ジャージェン）、小薫（シャオシュン、黒Girl）、周群達(ダンカン・チョウ）、方志友（ファン・ジーヨウ）、李運慶（ジャック・リー） |                                 |
| 「媽咪的男朋友〜Tie The Knot〜」                                                                       | 2014   | 楊謹華（シェリル・ヤン）、陳乃榮（ナイロン・チェン）、王傳一（ワン・チュアンイー） |                                 |

#### 2015-2016年
| 作品名/「原題」/『原作』 | 製作年 | 出演者 | 日本での放送                          |
| --- | ------ | --- | ------------------------------------- |
| 「鋼鐵之心〜Heart Of Steel〜」 | 2015   | 柯有倫（アラン・コー）、袁艾菲（ユアン・アイフェイ）、邱凱偉（チウ・カイウェイ、浪花兄弟）、陳匡怡（アンドレア・チェン） |                                       |
| 幸せが聴こえる 「聽見幸福〜Someone Like You〜」 | 2015   | 王傳一（ワン・チュアンイー）、任容萱（キミ・レン）、邵翔（ショーン・シャオ）、雷瑟琳（ニータ・レイ）、陳語安（ケイティ・チェン）、廖亦崟（ウィリアム・リャオ） | ホームドラマチャンネル2015            |
| 「哇!陳怡君〜Youth Power〜」 | 2015   | 陳怡蓉（タミー・チェン）、姚元浩（ヤオ・ユエンハオ）、鄒承恩（ジェイソン・ツォウ）、李千那（ナナ・リー） |                                       |
| マーフィーの愛の法則 「莫非,這就是愛情〜Murphy's Law of Love〜」 | 2015   | 唐禹哲（ダンソン・タン）、李佳穎（リー・ジャーイン）、簡宏霖（ジョリン・ジェン、4ever）、王思平（ワン・シーピン） | アジアドラマチックTV★So-net2016       |
| 「星座愛情獅子女」 | 2015   | 柯佳嬿（アリス・クー）、黄騰浩（テンダー・ ホァン）、姚以緹（イレブン・ヤオ）、白梓軒（トム・プライス） |                                       |
| CSIC TAIPEI 科学捜査班 「鑑識英雄〜Crime Scene Investigation Center〜」                                                                                                | 2015   | 周孝安（クルト・チョウ）、王識賢（ワン・シーシェン）、蔡淑臻（ジャネル・ツァイ）、蔡黄汝（ツァイ・ホァンル） |                                       |
| 「好想談戀愛〜Be with you〜」 | 2015   | 竇智孔（ボビー・ドウ）、黄姵嘉（ホァン・ペイジア）、陳乃榮（ナイロン・チェン）、李維維（リー・ウェイウェイ）、王家梁（エジソン・ワン）、房思瑜（セレナ・ファン） |                                       |
| 「他看她的第2眼〜When I See You Again〜」 | 2015   | 劉以豪（ジャスパー・リウ）、魏蔓（マンディー・ウェイ）、趙杰（ジェット・チャオ）、邵雨薇（シャオ・ユーウェイ） |                                       |
| 「長不大的爸爸〜Baby Daddy〜」 | 2015   | 張書豪（ブライアン・チャン）、李佳穎（リー・ジャーイン）、陳乃榮（ナイロン・チェン）、謝沛恩（エイジー・シェ） |                                       |
| 「失去你的那一天〜The Day I Lost U〜」 | 2015   | 王傳一（ワン・チュアンイー）、李千那（ナナ・リー）、陳奕（アンディ・チェン） |                                       |
| 「料理高校生〜Love Cuisine〜」 | 2015   | 李國毅（レゴ・リー）、林予晞（アリソン・リン）、周群達（ダンカン・チョウ）、雷瑟琳（ニータ・レイ） |                                       |
| 「致,第三者〜To the Dearest Intruder〜」 | 2015   | 安心亞（アンバー・アン）、謝佳見（シェー・ジャージェン）、謝沛恩（エイジー・シェ） |                                       |
| 元カレはユーレイ様!? 「我的鬼基友〜I Am Sorry, I Love You〜」 | 2015   | 張睿家（レイ・チャン）、劉以豪（ジャスパー・リウ）、陳匡怡（アンドレア・チェン） | ホームドラマチャンネル2016            |
| 「明若曉溪〜Moon River〜」 | 2015   | 曾沛慈（ツェン・ペイチー）、林子閎（サム・リン、SpeXial）、Evan（エヴァン、SpeXial）、徐開騁（シュー・カイチェン） |                                       |
| 「唯一繼承者〜Taste of Love〜」 | 2015   | 張睿家（レイ・チャン）、宋芸樺（ビビアン・ソン）、楊晴（ヤン・チン）、戴祖雄（ヒーロー・タイ） |                                       |
| アニキに恋して 「愛上哥們〜Bromance〜」 | 2015   | 陳楚河（バロン・チェン）、頼雅妍（メーガン・ライ）、畢書盡（ビー・シュージン）、邵翔（ショーン・シャオ）、陳語安（ケイティ・チェン） | ホームドラマチャンネル2016            |
| 結婚なんてお断り!? 「必娶女人〜Marry me, or not?〜」 | 2015   | 邱澤（ロイ・チウ）、柯佳嬿（アリス・クー）、張懷秋（ハリー・チャン、大嘴巴）、曾之喬（ジョアンヌ・ツァン、Sweety） | ホームドラマチャンネル2016 TwellV2016 |
| 「戀愛鄰距離〜Love or Spend〜」 | 2015   | 王傳一（ワン・チュアンイー）、洪小鈴（ホン・シャオリン）、簡宏霖（ジョリン・ジェン、4ever）、大元（ダーユエン、Popu Lady） |                                       |
| 「1989一念間〜Back To 1989〜」 | 2016   | 張立昂（マーカス・チャン）、邵雨薇（シャオ・ユーウェイ）、蔡黄汝（ツァイ・ホァンル） |                                       |
| 「幸福不二家〜しあわせ〜」 | 2016   | 竇智孔（ボビー・ドウ）、大久保麻梨子、曾少宗（フィガロ・ツェン） |                                       |
| 「聶小倩〜Nie Xiaoqian〜」 | 2016   | 陳庭妮（アニー・チェン）、李銘順（リー・ミンシュン）、莫子儀（モー・ズーイ）、紀培慧（チー・ペイホイ）、劉松仁（ダミアン・ラウ） |                                       |
| 「大人情歌〜The Love Song〜」 | 2016   | 李維維（リー・ウェイウェイ）、邱凱偉（チウ・カイウェイ、浪花兄弟）、周采詩（チョウ・ツァイシー）、邵翔（ショーン・シャオ） |                                       |
| 「加油!美玲〜Fighting Meiling〜」 | 2016   | 米可白（ミニ・チャオ）、王凱（テディ・ワン）、阿龐（パン・ユン・ツ）、朱蕾安（ジュリアン・チュウ）、林雨宣（クリスタル・リン） |                                       |
| 華麗なる玉子様〜スイート♥リベンジ 「後菜鳥的燦爛時代〜Refresh Man〜」                                                                                                  | 2016   | 炎亞綸（アーロン、飛輪海）、曾之喬（ジョアンヌ・ツァン、Sweety）、頼琳恩（レネ・ライ）、紀言愷（JR、K ONE） | ホームドラマチャンネル2016            |
| 「我和我的十七歲〜Love @ seventeen〜」 | 2016   | 李國毅（レゴ・リー）、謝欣穎（ニッキー・シエ）、王家梁（エディソン・ワン）、周曉涵（アマンダ・チョウ） |                                       |
| 「原來1家人〜Golden Daring〜」 | 2016   | 藍心湄（ポーリン・ラン）、邱澤（ロイ・チウ）、郭書瑤（グオ・シューヤオ）、謝坤達（シェ・クンダー）、劉子千（ジェレミー・リウ） |                                       |
| 「遺憾拼圖〜Life List〜」 | 2016   | 楊貴媚（ヤン・クイメイ）、謝佳見（シェー・ジャージェン）、黄姵嘉（ペイジア・ホァン）、張懐秋（ハリー・チャン、大嘴巴） |                                       |
| 「滾石愛情故事〜Rock Records In Love〜」 | 2016   | 楊丞琳（レイニー・ヤン）、許瑋甯（ティファニー・シュー）、呉慷仁（ウー・カンレン）、郭書瑤（グオ・シューヤオ）、楊祐寧（トニー・ヤン）、黄鴻升（エイリアン・ホァン）、張榕容（チャン・ロンロン）、謝欣穎（ニッキー・シエ）、明道（ミンダオ、183Club）、楊謹華（シェリル・ヤン）、郭雪芙（パフ・クオ、Dream Girls）、李國毅（レゴ・リー）、李玉璽（ディノ・リー）、曹晏豪（ツァオ・イエンハオ）、柯有倫（アラン・コー）、林柏宏（リン・ボーホン）、張本渝（ジェシー・チャン）、曾沛慈（ツェン・ペイチー）、陳乃榮（ナイロン・チェン）、陳漢典（ハンク・チェン）、石知田（シー・チーティエン） |                                       |
| 「我的極品男友〜Better Man〜」 | 2016   | 林佑威（リン・ヨウウェイ）、黄騰浩（テンダー・ ホァン）、簡宏霖（ジョリン・ジェン、4ever）、連兪涵（シンディ・リエン）、林逸欣（シャラ・リン）、林可彤（ホープ・リン） |                                       |
| 「來自未來的史密特〜Future Mr.Right〜」 | 2016   | 林佑威（リン・ヨウウェイ）、李毓芬（ティア・リー、Dream Girls）、鍾承翰（ハンス・チョン）、頼琳恩（レネ・ライ） |                                       |
| 「狼王子〜Prince Of Wolf〜」 | 2016   | 張軒睿（デレク・チャン）、安心亞（アンバー・アン）、古斌（サミュエル・クー）、陳語安（ケイティ・チェン） |                                       |
| 飛魚高校生 「飛魚高校生〜Swimming Battle〜」 | 2016   | 王傳一（ワン・チュアンイー）、魏蔓（マンディー・ウェイ）、張雁名（エンセン・チャン）、袁詠琳（シンディ・ユエン） | ホームドラマチャンネル2017            |
| 戀愛沙塵暴 恋の始まり 夢の終わり-荼蘼 姜老師，妳談過戀愛嗎？ 天黑請閉眼 積木之家 夢裡的一千道牆 お花畑から来た少年-花甲男孩轉大人 五味八珍的歲月 「植劇場〜Qseries〜」 | 2016   | 楊丞琳（レイニー・ヤン）、藍正龍（ラン・ジェンロン）、張書豪（ブライアン・チャン）、施易男（シー・イーナン）、呉慷仁（ウー・カンレン）、安心亞（アンバー・アン）、石知田（シー・チーティエン） | アジアドラマチックTV★So-net2017       |
| 「獨家保鑣〜V-Focus〜」 | 2016   | 謝佳見（シェー・ジャージェン）、黄薇渟（ホァン・ウェイティン）、洪小鈴（ホン・シャオリン）、孫沁岳（ヨーク・スン） |                                       |
| 「在一起,就好〜Stand By Me〜」 | 2016   | 鍾承翰（ハンス・チョン）、曾沛慈（ツェン・ペイチー）、陳彦允（イアン・チェン）、陳艾熙（アンバー・チェン） |                                       |
| 「浮士德的微笑〜Behind Your Smile〜」 | 2016   | 張立昂（マーカス・チャン）、劉奕兒（ユージェニー・リウ）、邵翔（ショーン・シャオ）、陽詠存（エスター・ヤン）、洪詩涵（エンジェル・ホン、Popu Lady） |                                       |
| オレ様ロマンス 「如朕親臨〜The King Of Romance〜」 | 2016   | 李國毅（レゴ・リー）、連兪涵（シンディ・リエン）、藍鈞天（ギャビー・ラン）、房思瑜（セレナ・ファン） | ホームドラマチャンネル2018            |

#### 2017-2018年
| 作品名/「原題」/『原作』                                           | 製作年 | 出演者 | 日本での放送                    |
| ------------------------------------------------------------------ | ------ | --- | ------------------------------- |
| 華麗なるスパイス 「極品絶配〜The Perfect Match〜」                 | 2017   | 呉慷仁（ウー・カンレン）、邵雨薇（シャオ・ユーウェイ）、呉思賢（ウー・スーシェン）、小蠻                                                 | ホームドラマチャンネル2018      |
| 「只為你停留〜Just For You Wait〜」                                | 2017   | 李沛旭（パトリック・リー）、黄瀞怡（エスター・ホァン）、簡宏霖（ジョリン・ジェン、4ever）、厳正嵐（ヴェラ・イェン）                      |                                 |
| 「酸甜之味〜Family Time〜」                                        | 2017   | 賀一航（フー・イーハン）、柯淑勤（コー・シューチン）、蔡君茹（ジューン・ツァイ）、張書豪（ブライアン・チャン）                           |                                 |
| 「我的愛情不平凡〜The Masked Lover〜」                             | 2017   | 楊一展（ヤン・イーチャン）、蔡黄汝（ツァイ・ホァンル）、周孝安（クルト・チョウ）、陳敬宣（ジニー・チェン）                               |                                 |
| 「勞動之王」                                                       | 2017   | 黄騰浩（テンダー・ホァン）、安唯綾（アン・ウェイリン）、古斌（サミュエル・クー）、鄧九雲（ドン・ジウユン）                               |                                 |
| 「這些年,那些事〜Never Forget Then〜」                             | 2017   | 安俊朋（アン・ジュンパン）、宇珊（ユーシャン、Popu Lady）、沈建宏（クリス・シェン）、金凱徳（ケイト・ジン）                              |                                 |
| 「通靈少女〜The Teenage Psychic〜」                                | 2017   | 郭書瑤（グオ・シューヤオ）、蔡凡熙（ツァイ・ファンシー）、謝翔雅（シエ・シルビア）、陳慕義（チェン・ムーイー）                           |                                 |
| 「鐘樓愛人〜Love, timeless〜」                                     | 2017   | 周湯豪（ニック・チョウ）、孟耿如（サマー・モン）、黄薇渟（ホァン・ウェイティン）、張捷（チャン・チエ）                                   |                                 |
| 「我的未來男友〜The Man from the Future〜」                        | 2017   | 張軒睿（デレク・チャン）、程予希（チェン・ユーシー）、陳庭萱（チェン・ティンシュアン、Popu Lady）、黄尚禾（ホァン・シャンホー）          |                                 |
| 「他們在畢業的前一天爆炸II〜Days We Stared at the Sun II〜」       | 2017   | 巫建和（ウー・ジェンフー）、王丁筑（ドリス・ワン）、宋柏緯（エディソン・ソン）                                                           |                                 |
| アテンションLOVE 「稍息立正我愛你〜Attention, love!〜」            | 2017   | 邱勝翊（プリンス・チウ、JPM）、曾之喬（ジョアンヌ・ツァン、Sweety）、王以綸（ライリー・ワン、SpeXial）、郭書瑤（グオ・シューヤオ）       | ホームドラマチャンネル2017      |
| 「我和我的四個男人〜JOJO's World〜」                               | 2017   | 李毓芬（ティア・リー、Dream Girls）、厳爵（イエン・ジエ）、黄仁徳（ファン・インドク）、許孟哲（ジェイソン・シュー、5566）                |                                 |
| 恋はドキドキ! 「噗通噗通我愛你〜Memory Love〜」                    | 2017   | 陳奕（アンディ・チェン）、魏蔓（マンディー・ウェイ）、簡宏霖（ジョリン・ジェン、4ever）                                                  | DATV2018                        |
| 「麻醉風暴2〜Wake Up 2〜」                                         | 2017   | 黄健瑋（ホァン・ジェンウェイ）、許瑋甯（ティファニー・シュー）、呉慷仁（ウー・カンレン）、李國毅（レゴ・リー）、孟耿如（モン・ゴンルー） |                                 |
| 「真情之家〜Home Sweet Home〜」                                    | 2017   | 孫沁岳（ヨーク・スン）、陽詠存（エスター・ヤン）、李維維（リー・ウェイウェイ）、紀言愷（JR、K ONE）                                      |                                 |
| 「獅子王強大〜Lion Pride〜」                                       | 2017   | 曹晏豪（ツァオ・イエンハオ）、周曉涵（アマンダ・チョウ）、劉書宏（ローレンス・リウ）、陽靚（ピース・ヤン）                               |                                 |
| 「已讀不回的戀人〜See You in Time〜」                              | 2017   | 鍾承翰（ハンス・チョン）、蔡黄汝（ツァイ・ホァンル）、邱昊奇（デビッド・チウ）、小薫（シャオシュン、黒Girl）                             |                                 |
| 年下のオトコ 「我的男孩〜My Dear Boy〜」                           | 2017   | 林心如（ルビー・リン）、張軒睿（デレク・チャン）、李李仁（リー・リーレン）、高聖遠（アーチー・カオ）                                     | アジアドラマチックTV★So-net2018 |
| ディア・プリンス〜私が恋した年下彼氏〜 「姊的時代〜Iron ladies〜」 | 2018   | 鍾瑶（ジョン・ヤオ）、呉思賢（ベン・ウー）、潘慧如（エイダ・パン）、朱芷瑩（チュウ・チーイン）                                           |                                 |
| 「翻牆的記憶〜Age Of Rebellion〜」                                 | 2018   | 何潤東（ピーター・ホー）、楊晴（ヤン・チン）、陳怡蓉（タミー・チェン）、李千那（ナナ・リー）、鄒承恩（ジェイソン・ツォウ）               |                                 |
| 「1006的房客〜Meet Me@1006〜」                                     | 2018   | 李國毅（レゴ・リー）、謝欣穎（ニッキー・シエ）、謝坤達（シェ・クンダー）、黄騰浩（テンダー・ホァン）、謝沛恩（エイジー・シェ）           |                                 |
| 「高塔公主〜Single Ladies Senior〜」                               | 2018   | 孟耿如（サマー・モン）、莫允雯（クリスティーナ・モク）、鄭茵聲（アリーナ・チェン）、王牧語（ボニー・ワン）、周群達（ダンカン・チョウ）   |                                 |
| サンドイッチガールの逆襲 「三明治女孩的逆襲〜Between〜」           | 2018   | 張立昂（マーカス・チャン）、葉星辰（エスター・イェ）、林子閎（サム・リン、SpeXial）、邵翔（ショーン・シャオ）、廖奕琁（ケリー・リャオ）  | ホームドラマチャンネル2018      |
| 私の隣に元カレ 「前男友不是人〜THE EX-MAN〜」                      | 2018   | 楊丞琳（レイニー・ヤン）、藍正龍（ラン・ジェンロン）、路斯明（ジョニー・ルー）、李杏（ソフィア・リー）                                   | BS112021                        |
| 「人際關係事務所〜Befriend〜」                                     | 2018   | 曹佑寧（ツァオ・ヨウニン）、郭書瑤（グオ・シューヤオ）、王柏傑（ワン・ポーチエ）、馬志翔（マー・ジーシアン）                             |                                 |

#### 2019-2020年
| 作品名/「原題」/『原作』                                                                                       | 製作年 | 出演者 | 日本での放送                            |
| --- | ------ | --- | --------------------------------------- |
| 「你有念大學嗎?〜Hello Again!〜」                                                                              | 2019   | 安心亞（アンバー・アン）、禾浩辰（ブルース・ハー）、邵翔（ショーン・シャオ）、邱宇辰（クリス・チウ、JPM）                                       |                                         |
| 「必勝大丈夫〜My Hero, My Daddy〜」                                                                            | 2019   | 蔡振南（ツァイ・チェンナン）、周曉涵（アマンダ・チョウ）、周孝安（クルト・チョウ）、林昀希（リン・ユンシー）                                    |                                         |
| 「我是顧家男〜Without Her, Even Hero is Zero〜」                                                               | 2019   | 黄健瑋（ジャグ・ホァン）、楊謹華（シェリル・ヤン）、謝佳見（シェー・ジャージェン）                                                              |                                         |
| 悪との距離 「我們與惡的距離〜The World Between Us〜」                                                          | 2019   | 賈靜雯（アリッサ・チア）、温昇豪（ウェン・シェンハオ）、呉慷仁（ウー・カンレン）、周采詩（チョウ・ツァイシー）                                  | 衛星劇場2019                            |
| 「一千個晚安〜A Thousand Goodnights〜」                                                                        | 2019   | 張棟樑（ニコラス・テオ）、連兪涵（シンディ・リエン）、李宗霖（リー・ゾンリン）、姚愛甯（ヤオ・アイニン）                                        |                                         |
| 「如果愛,重來〜Déjà vu〜」                                                                                     | 2019   | 張書豪（ブライアン・チャン）、柯佳嬿（アリス・クー）、呉岳擎（アンディ・ウー）                                                                  |                                         |
| 「生死接線員〜The Coordinators〜」                                                                             | 2019   | 曾少宗（フィガロ・ツェン）、劉倩妏（ダフネ・ロー）、李杏（リー・シン）、單承矩（シャン・チェン・チュ）                                          |                                         |
| リーガル・サービス-最大の利益- 「最佳利益〜Best Interest〜」                                                   | 2019   | 天心（ティエンシン）、鍾承翰（ハンス・チョン）、温昇豪（ウェン・シェンハオ）、陳怡嘉（チェン・イージア）、楊銘威（ジョニー・ヤン）              | ホームドラマチャンネル2019 BS日テレ2020 |
| 「月村歡迎你〜Back To Home〜」                                                                                 | 2019   | 楊貴媚（ヤン・クイメイ）、謝坤達（シェー・クンダー）、林思宇（コスモス・リン、A'N'D）、呉念軒（ウー・ニェンシュアン）                           |                                         |
| 運命のイタズラ〜私たちは友達になれない 「我們不能是朋友〜Before We Get Married〜」                             | 2019   | 劉以豪（ジャスパー・リウ）、郭雪芙（パフ・クオ、Dream Girls）、孫其君（スティーブン・スン）、夏若妍（ニータ・レイ）                             | ホームドラマチャンネル2021              |
| 「男神時代〜The Way We Love〜」                                                                                | 2019   | 謝佳見（シェー・ジャージェン）、葉星辰（エスター・イェ）、劉書宏（ローレンス・リウ）、夏語心（シア・ユーシン）                                  |                                         |
| 「一起幹大事〜Go Big or Go Home〜」                                                                            | 2019   | 李㼈（リー・ルオ）、王滿嬌（ワン・マンチャオ）、邱宇辰（クリス・チウ、JPM）、楊騰（ヤン・テン）                                                 |                                         |
| おんなの幸せマニュアル 俗女養成記 「俗女養成記〜The Making of an Ordinary Woman〜」 原作：江鵝（ジャン・オー） | 2019   | 謝盈萱（シエ・インシュエン）、温昇豪（ウェン・シェンハオ）、呉慷仁（ウー・カンレン）、宋緯恩（ウェイン・ソン）                                  | DATV 2020 Netflix                       |
| いつでも君を待っている 「用九柑仔店〜Yong-Jiu Grocery Store〜」                                                | 2019   | 張軒睿（デレク・チャン）、莫允雯（クリスティーナ・モク）、林義雄（リン・イーション）、雷洪（レイ・ホン）                                        | DATV 2020                               |
| 「天堂的微笑〜Endless Love〜」                                                                                 | 2019   | 修杰楷（シュウ・ジエカイ）、林予晞（アリソン・リン）、唐振剛（タン・ジェンガン）、方志友（ファン・ジーヨウ）                                    |                                         |
| 「網紅的瘋狂世界〜Let's go crazy on LIVE〜」                                                                   | 2019   | 呉思賢（ウー・スーシェン）、項婕如（クロエ・シァン）、言明澔（ジョリン・ジェン、4ever）、卓毓彤（チュオ・ユートン）                             |                                         |
| 時をかける愛 「想見你〜Someday or One Day〜」                                                                  | 2019   | 柯佳嬿（アリス・クー）、許光漢（グレッグ・ハン）、施柏宇（パトリック・シー）、顔毓麟（ケニー・イェン）                                          | ホームドラマチャンネル2020 BS112021     |
| 「美味滿閣〜Sweet Family〜」                                                                                   | 2019   | 王傳一（ワン・チュアンイー）、魏蔓（マンディー・ウェイ）、紀言愷（JR、K ONE）、林昀希（リン・ユンシー）                                         |                                         |
| 「跟鯊魚接吻〜The Wonder Woman〜」                                                                             | 2020   | 鍾瑶（ジョン・ヤオ）、羅宏正（ルオ・ホンジェン）、張景嵐（ラン・チャン）、李運慶（ジャック・リー）                                              |                                         |
| 「墜愛〜Moonlight Romance〜」                                                                                  | 2020   | 安心亞（アンバー・アン）、宋柏緯（エディソン・ソン）、温昇豪（ウェン・シェンハオ）                                                              |                                         |
| 「覆活〜Amensalism〜」                                                                                         | 2020   | 邱勝翊（プリンス・チウ）、任容萱（キミ・レン）、呉岳擎（アンディ・ウー）、姚以緹（イレブン・ヤオ）                                              |                                         |
| 「妖怪人間〜Monstrous Me〜」                                                                                   | 2020   | 石知田（シー・チーティエン）、陳以文（チェン・イーウェン）、連兪涵（シンディ・リエン）、黄騰浩（テンダー・ ホァン）、蕭永裕（シャオ・ヨンユー） |                                         |
| 「姊妹們追吧〜You go!Girls!〜」                                                                                | 2020   | 謝坤達（シェ・クンダー）、張允曦（チャン・ユンシー）、柯淑勤（コー・シュウチン）、陳珮騏（キャロライン・チェン）、劉宇珊（リウ・ユーシャン）    |                                         |
| 「若是一個人〜I,Myself〜」                                                                                     | 2020   | 孫可芳（スン・カーファン）、宋柏緯（エディソン・ソン）、林子閎（サム・リン、SpeXial）、陳璇（ヘザー・チェン）                                   |                                         |
| 次の被害者 「誰是被害者〜The Victims' Game〜」                                                                 | 2020   | 張孝全（ジョセフ・チャン）、許瑋甯（シュー・ウェイニン）、王識賢（ワン・シーシェン）、林心如（ルビー・リン）、黄河（リヴァー・フアン）          | Netflix                                 |
| 「我的婆婆怎麼那麼可愛〜U Motherbaker〜」                                                                      | 2020   | 鍾欣凌（チョン・シンリン）、黄姵嘉（ホァン・ペイジア）、張書偉（チャン・シューウェイ）、許孟哲（ジェイソン・シュー、5566）                      |                                         |
| 「浪漫輸給你〜Lost Romance〜」                                                                                 | 2020   | 張立昂（マーカス・チャン）、宋芸樺（ビビアン・ソン）、連晨翔（リエン・チェンシャン）、廖奕琁（ケリー・リャオ）                                  |                                         |
| 「我的青春沒在怕〜Young Days No Fears〜」                                                                      | 2020   | 唐禹哲（ダンソン・タン）、蔡黄汝（ツァイ・ホァンル）、王家梁（エジソン・ワン）、程予希（チェン・ユーシー）                                      |                                         |
| 「黑喵知情〜Animal Whisper〜」                                                                                 | 2020   | 簡嫚書（ジエン・マンシュー）、施名帥（シー・ミンシュアイ）、連兪涵（シンディ・リエン）、王家梁（エジソン・ワン）                                |                                         |
| 「那刻的怦然心動〜Art In Love〜」                                                                              | 2020   | 胡宇威（ジョージ・フー）、關詩敏（シャロン・クァン）、劉品言（エスター・リウ、Sweety）、黄薇渟（ホァン・ウェイティン）                          |                                         |
| 「腦波小姐〜The Haunted Heart〜」                                                                              | 2020   | 張書豪（ブライアン・チャン）、歐陽妮妮（オーヤン・ニーニー）、蔡黄汝（ツァイ・ホァンル）、張捷（チャン・チエ）                                  |                                         |
| 「因為我喜歡你〜Falling Into You〜」                                                                           | 2020   | 汪東城（ジロー、飛輪海）、郭雪芙（パフ・クオ、Dream Girls）、張本渝（ジェシー・チャン）、顔毓麟（ケニー・イェン）                               |                                         |
| 「天巡者〜The Devil's Punisher〜」                                                                             | 2020   | 賀軍翔（マイク・ハー）、邵雨薇（シャオ・ユーウェイ）、周曉涵（アマンダ・チョウ）、楊銘威（ジョニー・ヤン）                                      |                                         |
| 「粉紅色時光〜Magic Moment〜」                                                                                 | 2020   | 方志友（ファン・ジーヨウ）、呉念軒（ウー・ニェンシュアン）、章廣辰（チャン・グァンチェン）、厳正嵐（ヴェラ・イェン）                            |                                         |
| 「廢財闖天關〜Here Comes Fortune Star〜」                                                                      | 2020   | 李國毅（レゴ・リー）、李亦捷（リー・イージェー）、邱昊奇（デビッド・チウ）、梁舒涵（リャン・シューハン）                                        |                                         |
| 「未來媽媽〜Mother to be〜」                                                                                   | 2020   | 郭書瑤（グオ・シューヤオ）、禾浩辰（ブルース・ハー）、馬志翔（マー・ジーシアン）、劉品言（エスター・リウ、Sweety）                              |                                         |
| 「王牌辯護人〜Wacko At Law〜」                                                                                 | 2020   | 胡宇威（ジョージ・フー）、葉星辰（エスター・イェ）、路斯明（ジョニー・ルー）、黄薇渟（ホァン・ウェイティン）                                    |                                         |
| 「愛不愛栗絲〜Love Alice or not〜」                                                                            | 2020   | 李佳穎（リー・ジャーイン）、王可元（ワン・カーユエン）、文雨非（ウェン・ユーフェイ）、許凱皓（ジャック・シュー）、謝毅宏（ジョー・シェ）        |                                         |

#### 2021-2022年
| 作品名/「原題」/『原作』                | 製作年 | 出演者 | 日本での放送 |
| --------------------------------------- | ------ | --- | ------------ |
| 「大債時代〜Who Killed the Good Man〜」 | 2021   | 林柏宏（リン・ボーホン）、李霈瑜（パティー・リー）、陳昊森（エドワード・チェン）、潘麗麗（パン・リーリー）       |              |
| 「神之鄉〜The Summer Temple Fair〜」    | 2020   | 王識賢（ワン・シーシェン）、李李仁（リー・リーレン）、李玉璽（ディノ・リー）、項婕如（クロエ・シァン）           |              |
| 「正義的算法〜Small & Mighty〜」        | 2022   | 陳柏霖（チェン・ボーリン）、郭雪芙（パフ・クオ、Dream Girls）、侯彥西（ホウ・イェンシ―）、林育品（リン・ユーピ） |              |